# 동학 농민 혁명
동학농민혁명(東學農民革命), 동학 혁명(東學革命), 동학 운동(東學運動), 동학 농민 운동(東學農民運動) 또는 동학 농민 전쟁(東學農民戰爭)으로 불리기 시작한 동학난(東學亂)은 1894년에 동학 지도자와 동학교도 및 농민이 일으킨 무장 봉기를 가리킨다. 크게 1894년 음력 1월의 고부 봉기(1차)와 음력 4월의 전주성 봉기(2차)와 음력 9월의 전주·광주 궐기(3차)로 나뉜다.
교조 최제우의 신원 외에도 조선 양반 관리의 탐학과 부패, 사회 혼란에 불만이 쌓이다가 1892년(고종 19년) 전라도 고부군에 부임된 조병갑의 비리와 학정이 도화선이 되었다. 부패 척결과 내정 개혁, 교조 신원 등의 기치로 일어선 농민군은 흥선대원군, 이준용과 결탁했다. 전봉준은 대원군을 반신 반의하면서 민씨 세력의 축출을 위해 대원군과 손을 잡았다. 대원군 역시 민비의 제거를 위한 무력 집단이 필요하였고 농민군과 제휴하였다. 농민군 일부는 탐관오리 처벌과 개혁 외에 대원군의 섭정까지 거병 명분으로 삼았다.
한편 흥선대원군과의 연대를 못마땅히 여긴 김개남은 수시로 전봉준과 충돌하다가 독자적인 행동을 하기도 했다. 이방언은 농민운동 진압 직후 흥선대원군이 특별히 사면을 청하여 석방되었으나 민씨 계열의 관군에 살해당한다. 그밖에 최시형, 손병희 등 북접의 지도자는 남접의 거병에 쉽게 호응하지 않다가 그해 9월의 3차 봉기 때부터 움직이기 시작한다. 한편 개화파 지도자이자 망명정객인 윤치호는 동학 농민 운동을 적극 지지하여 화제가 되었다.
초기에는 동학난, 동비의 난으로 불리다가 1910년 대한제국 멸망 이후 농민운동, 농민혁명으로 격상되었다. 동학농민혁명(東學農民革命)으로도 불리며, 갑오년에 일어났기 때문에 갑오농민운동(甲午農民運動), 갑오농민전쟁(甲午農民戰爭)이라고도 한다. 동학농민군을 진압하기 위해 민씨 정권에서는 청나라군과 일본군을 번갈아 끌어들여 결국, 농민 운동 진압 후 청일 전쟁의 직접적인 원인이 되었다.

## 배경

동학농민군 측에서 사용한 척왜양창의(斥倭洋倡義, 일본 세력과 서양 세력을 배척하고 의를 내세운다) 깃발

최시형의 인장

1882년 이후의 각종 사회 혼란과 정부의 부패로 민심이 동요하던 가운데 고부군 군수 조병갑의 횡포가 도화선이 되어 농민운동을 일으켰다. 1882년 구식 군대 폐지와 관련하여 5군영에 소속되었던 군인들에 의해 임오군란이 일어났으며, 이어 1884년에는 개화파의 갑신정변이 일어난다.
임오군란(壬午軍亂) 때는 흥선대원군이 반란 세력을 등에 업고 궁중에 들어와 대권을 장악했다가 곧 청군에 의해 납치되었고, 1884년 갑신정변 때 궁중을 습격한 개화 세력이 정권을 장악하였으나 청나라군에 의해 밀려남으로써 왕권은 크게 실추되었다. 뿐만 아니라 청나라와 일본이 이 변란을 계기로 조선에 진주해 세력 다툼을 벌여 조선의 자주권에 치명적인 손상을 입게 되었다. (톈진 조약을 파기시킬만큼) 민씨 정권에서 청나라 군을 끌어들여 개화파를 진압하자, 일본은 일본대로 청나라가 조선을 무력으로 점령한다는 이유를 내세워 조선에 병력을 대대적으로 파견하였다.
임오군란과 갑신정변(甲申政變) 이후 민씨 정권과 고종은 친청 정책을 펼치면서 새로운 국면을 모색했지만 급격하게 변화하는 동아시아 정세에 효과적으로 대처하지 못해 혼란은 점차 가중화되었고 전국 곳곳에서 반봉건, 반외세의 기치를 내건 민란이 끊임없이 이어졌다. 급기야 그것은 1894년 3월 동학혁명으로 폭발되어 관군과 농민 사이의 전면전으로 발전하였다.

## 개요

### 고부 봉기와 자진 해산
1894년 2월 15일(음력 1월 10일) 탐학한 고부군수 조병갑의 탐학에 고부군의 동학도들과 농민군들이 쟁기와 낫 등 농기구를 들고 집단으로 무장 시위를 벌였다. 이들의 움직임은 곧 중앙정부의 탐관오리들에 대한 분노로 향했다. '보국안민'과 '폐정개혁'을 기치로 내건 농민들의 기세가 걷잡을 수 없이 전국적으로 확산되자 대원군은 이 기회를 이용, 동학농민군과 접선하여 손자인 이준용을 추대할 계획을 세운다.
1886년 흥선대원군은 민씨 정권이 조약을 체결하자 불만을 품은 위안스카이(袁世凱)와 결탁하여 장남 이재면(李載晃, 고종의 형,완흥군/흥친왕)을 옹립하고 재집권하려다 실패하고, 1894년 동학군과도 연합하려 하였다. 하지만 이것은 동학농민운동이 실패로 돌아가 실현되지 못하였다. 동학군 중에는 전봉준과 같이 대원군의 문하에 출입하던 인물들도 있었고, 폐정개혁과 대원군 추대, 민씨 외척세력 척결과 개화파 척결을 외치는 목소리도 강력했다. 대원군과 이준용은 민씨 정권의 부패정치와 지방에 파견된 탐관오리에 대한 반발을 주목했다.
한편 정부에서 안핵사(按覈使) 이용태를 보내 이들을 위로하고 탐관오리 처벌을 약속하자 고부군의 동학군은 해산하였다.

### 2차 봉기(전주성 점령)
그러나 안핵사 이용태는 첫 봉기를 ‘동학도의 반란’으로 규정하고 “동비들의 뿌리를 뽑겠다”고 선언, 반란 관련자들을 ‘동비’(東匪)라 하여 동학도 취급하였으며, 그 과정에서 동학과는 상관 없는 전라북도, 충청남도 지역의 농민들을 동학도로 몰아 역적죄로 처벌하였다. 이용태의 강경책에 분개한 전봉준과 농민들은 이에 굴복하지 않고 총기류와 농기구 등으로 무장한 뒤, 태인 대접주 김개남, 무장(茂長) 대접주 손화중 등과 함께 봉기하였다. 이것이 ‘2차 봉기’, ‘백산 봉기’, ‘삼월 봉기’로 불리는 ‘동학농민혁명’의 시작이다. 전봉준을 총대장으로, 김개남및 손화중을 장령(將領)으로 삼은 농민군은 1894년 음력 3월 하순에 백산에서 궐기하여 전주성을 점령한다.
한편 동학농민군은 고부의 황토현(현재의 전라북도 정읍시 덕천면)에서 4월 7일(양력 5월 11일) 전주감영군을 격파했다. 이에 크게 놀란 조정에서는 전라도병마절도사 홍계훈을 초토사로 임명하여 봉기를 진압하도록 하였다. 정읍, 흥덕, 고창, 무장 등을 점령한 동학농민군은 4월 23일(양력 5월 27일), 장성 황룡촌 전투에서 홍계훈이 이끄는 정부군을 상대로 승리하였다. 4월 27일(양력 5월 31일) 농민군은 전주성으로 입성하였다.
1894년 3월 21일 고부에서 봉기한 지 석 달 후 전주성을 점령한 농민군은 청과 일본에게 군사 주둔 빌미를 주지 않기 위해 갑오개혁의 시발점인 〈전주화약〉을 맺고 해산했다.

### 전주화약과 청일 양국군의 주둔
사태가 확산되자 고종과 왕비는 당황하였다. 고종과 민씨 세력은 청나라에 원병을 청하였고, 청이 이에 응하자 일본 역시 톈진 조약을 빌미로 군대를 동원하였다. 이처럼 외세가 개입하자 농민군과 관군은 회담을 통해 화의를 약속하고 싸움을 중단하였다.
하지만 조선에 진주한 청, 일 양국군은 돌아가지 않았다. 일본은 청에게 조선의 내정 개혁을 함께 실시하자고 제의하였지만 청은 이 제의를 거절했다. 그러자 일본은 불법으로 조선 궁궐 경복궁을 침범(갑오왜란) 명성황후 민씨 정권을 몰아내고 흥선대원군을 앉혀 꼭두각시 정권을 탄생시켰다. 김홍집, 어윤중, 박영효, 서광범 등을 중심으로 한 제1차 김홍집내각, 즉 친일 내각은 일본공사 오토리의 입김 아래 일련의 개혁조치를 취했다. 이것이 조선정부와 동학농민군과 맺은 자주적인 개혁 전주화약을 간섭한 친일내각의 갑오개혁이다.
그 뒤 개혁 추진 기구로서 전주화약 당시에 설치된 교정청을 폐지 이후 군국기무처가 설치되었고, 교정청 출신인 김홍집이 중심이 되어 내정 개혁이 단행되었다.

### 3차 봉기와 실패
일본은 이처럼 단독으로 조선의 내정 개혁을 단행함과 동시에 조선에 주둔하고 있던 청나라군을 공격하여 승리한 뒤 정식으로 청에 선전포고를 하였다. 7월에 시작된 청일전쟁은 두 달 만에 구미 열강의 지지를 등에 업은 일본의 승리로 끝났다.
청일전쟁에서 승리한 일본은 그 때부터 본격적으로 조선 정복을 위해 내정 간섭을 실시하였다. 이 때문에 해산되었던 동학농민군이 외세배격에 기치를 내걸고 다시 소집되어 대일 농민전쟁을 감행했다.
봉기한 농민군 제1대는 전봉준의 지휘를 받아 공주성으로 몰려들었고, 제2대인 김개남의 지휘하에 청주병영으로 진격했다. 농민군의 최종 목표는 서울로 쳐들어가 부패한 정치가와 외세를 몰아내고 나라를 바로잡는 데 있었다. 교조신원운동에서 고부 봉기, 제2차 봉기까지 전봉준과 농민군은 오직 그 날을 위해 달려갔다. 하지만 관군과 일본군의 화력에 밀린 농민군은 그해 12월에 패배하여 봉기가 실패하였다.

### 교조 신원운동과 대원군의 개입
1864년 교조 최제우를 처형하여 군문 효수하였다. 동학도는 매년 교조의 무죄를 주장하는 상소를 올리는 등 교조 신원 운동을 벌였다. 동학도는 매년 한성으로 상경하여 교조 신원과 포교 허용을 청원하는 상소를 올렸다.
한편 1893년 초 흥선대원군은 동학도가 상경하여 경복궁 앞에서 복합상소운동을 벌이는 기회를 이용하여 이준용을 왕으로 추대하려 하였다. 정교는 1893년 2월 11일부터 2월 13일까지 3일간 박광호를 소두로 하는 약 50명의 동학교도들이 상경하여 궁궐 앞에서 교조 신원을 탄원하며 연좌시위를 벌인 사건을 대원군이 시킨 일이라고 주장하였다. 이때 정교는 대원군이 은밀히 동학당 수만 명을 서울로 불러 모임을 갖고 장차 불궤를 도모하여 그의 손자 이준용을 왕으로 추대하려 했으나 결국 실패하고 말았다고 진술하였다.

## 고부 봉기 배경
1892년 전봉준이 살던 고부군에 조병갑이 군수로 영전하여 왔다. 그는 농민에게 과중한 세금을 부과하는 것은 물론 무고한 사람의 재물을 빼앗아 갈취하고 이에 대항하는 사람에게 가차없이 형벌을 가하였다. 고부는 본디 비옥한 땅으로 저수지 하나로 충분했다. 그러나 조병갑은 농민에게 억지로 저수지를 짓게 해 물값을 받았다. 음란한 죄, 화목하지 못한 죄 등 여러 죄명을 만들어 벌금을 타냈고, 부친의 비석을 만든다는 핑계로 돈을 걷기도 하였다.
고부군수 조병갑은 아버지의 선정비 또는 신도비를 세우는데 비용을 마련하기 위해, 자신의 임지인 고부군 주민에게 세금액수를 인상하여 거둬들였다. 조병갑은 자신의 아버지 비각을 세우기 위해 농민으로부터 천 냥의 돈을 거둬들이고, 주민에게 갖가지 죄를 뒤집어 씌워 2만 냥을 벌금으로 긁어냈다. 게다가 대동미를 대신하여 돈을 거두고, 만석보라는 저수지를 만든다고 쌀 700석을 착복하기도 했다. 한편 조병갑은 중앙 조정에도 뇌물을 바쳤다. 중앙 조정에 바치는 뇌물은 의례적인 것으로 뇌물을 바치지 못하는 군수나 현감, 부사, 관찰사는 얼마 못가 파직되거나, 정부에 막대한 돈을 헌납하는 자를 군수나 현감, 부사, 감사로 임명하면 자리를 내놓아야 했기 때문이었다.
세금이 인상되자 주민의 불만은 가속화되었다. 여기에 조병갑의 학정이 심해지자 고부 주민을 대신하여 전봉준의 아버지이자 당시 훈장이던 전창혁은 농민의 요청에 따라 관청에 면세를 신청하는 탄원서를 제출했고, 이로 인해 심하게 매를 맞고는 귀가한지 한 달 만에 장독으로 죽게 된다.
학정에 시달리다 못한 고부 주민은 1893년 11월과 12월 두 번에 걸쳐 군수에게 감세 탄원서를 제출하였다. 하지만 조병갑은 진정서를 제출하려고 온 농민 대표를 붙잡아 하옥시키고 고문을 가하는 것으로 탄원서에 대한 대답을 대신했다. 이어 전라북도관찰사에게도 탄원서를 보냈지만 응답이 없었다. 탄원과 진정으로 아무런 효과를 보지 못한 농민들은 결국 힘으로 군수를 내쫓아야 한다는 결론에 도달했다. 이어 일부 농민과 동학도들은 무기와 화약을 준비한다.
이에 분한 농민은 훈장인 전봉준을 선두로 1893년(고종 30) 음력 12월과 이듬해 음력 1월, 2회에 걸쳐 군수에게 시정을 진정하였으나 체포 또는 축출되었다. 이후 농민의 일부가 동학교도들과 함께 한성으로 입경하여 탐관오리 처벌과 부패 정치인 파직, 민생 구휼을 청하는 상소를 올린다.

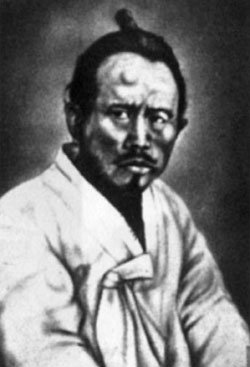
동학 농민군의 지도자 전봉준. 그는 농민 운동 당시 남접 소속 동학군 부대 지휘관들 중의 한사람이었다.

1893년 12월부터 1894년 1월에 올린 동학도 및 농민군의 상소 중 최시형의 탄핵 상소에 의해 경상도 관찰사 조병식(趙秉式), 영장(營將) 윤영기(尹泳璣) 등이 파직되었으나 이후 고관은 농민의 상소문을 검열하였고, 사태는 나아지진 않았다. 도리어 조병갑은 전봉준과 그의 일가를 잡아들이고, 전봉준의 부친에게 형문을 가하여 죽인다.

### 대원군 세력의 개입
1894년 갑오농민전쟁이 발발하고, 청군과 일본군이 개입하자 대원군의 귀에는 농민들이 대원군을 부르짖는다는 소문이 들려왔다. 대원군은 밀사를 파견하여 농민군 지도부와 접촉했다. 1894년 2월 흥선대원군은 이들을 이용하기로 하고 교섭을 시도한다.

### 개혁 운동
동학농민운동은 1894년의 제1차 농민봉기는 기존 정부에 대한 불만을 가진 농민들이 주도한 무장개혁 운동으로서 기존의 민씨 척족 정권을 무너뜨리고 개혁하자는 운동이다.

## 동학의 분열
동학교조 최제우가 잡혀 죽은 후 동학은 크게 두 파로 갈라졌다. 하나는 최시형 계열이고 또 하나는 서장옥 계열이었다. 그러나 이 두 파벌 모두 동학농민운동에 가담하게 된다. 법포는 다시 최시형, 손병희 직계인 북접과 다시 전봉준, 김개남을 지도자로 하는 남접으로 나뉘게 된다. 서장옥은 불교의 승려였다가 동학의 초기 제자의 한 사람이 되었던 인물이다. 서장옥이 불교 승려였던 인연으로 동학 농민군이 거병할 때는 산사의 승려들 동원이 가능하였다.
매천야록을 쓴 황현의 《오하기문 梧下記聞》에 따르면 "처음 동학에서는 그 무리를 포(布)라고 불렀는데 법포(法布)와 서포(徐布 또는 西布)로 나뉘었다. 법포는 최시형을 받드는데 법헌이라는 최시형의 호에서 이름을 따왔다. 서포는 호서 혹은 서장옥(서인주)의 성을 따서 서포라 불렀다. 서장옥은 수원 사람으로 최시형과 함께 교조 최제우를 따라 배웠다. 최제우가 죽자 각기 자기 도당을 세워 서로 전수하면서 이를 포덕이라 하였다. 이들은 동학이 궐기할 때 서포가 먼저 일어나고 법포가 뒤에 일어나기로 약속하였기 때문에 서포는 또 기포(起布)라 하고 법포는 좌포(坐布)라 불렀다. 전봉준이 주동하여 일어날 적에는 모두 서포였다."라고 기록하고 있다. 남접은 서포의 한 갈래였다.
동학농민전쟁 후 살아남은 손병희는 최시형의 둘째 사위이자 후계자로, 최시형 사후 동학은 다시 내분을 거듭하다가 천도교와 일진회로 분열되기에 이른다.

## 동학 농민군의 파벌
동학 농민군은 남접과 북접, 서포(또는 호서남접)의 세 갈래의 파벌이 있었다.

### 남접
남접은 전라도 지역에서 일어났던 동학농민군으로 처음 거병한 집단을 말한다. 남접은 접주인 전봉준, 무장 대접주인 손화중 및 태인 대접주인 김개남을 최고 지도자로 나뉘어 있었다. 전라남도, 전라북도에 영향을 미쳤으며 지도자들은 현지 출신 접주들 보다는 주로 고창, 태인, 전주, 옥구, 금구 등 전라북도 북부와 서부 출신들이 많았다. 경상북도의 성주군, 칠곡군, 경상남도 하동군 지역도 남접의 세력권이었다.
```

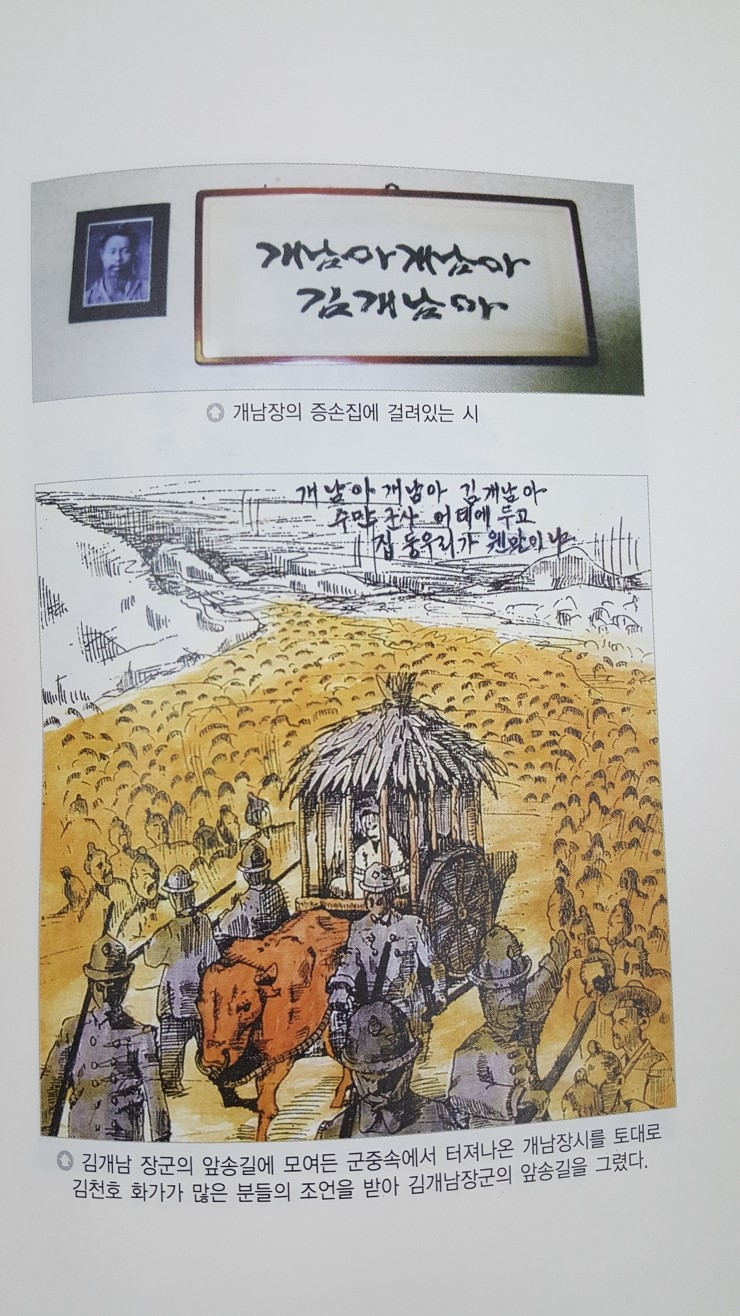
전주화약이후 전봉준은 호남우도, 김개남은 호남좌도를 호령하였다. 사진은 김개남이 체포되어 전주로 압송될 때의 모습

온건파인 무장 대접주 손화중은 같은 온건파인 
전봉준
에게 자신의 조직을 통솔하도록 맡겼고, 강경한 혁명파인 
김개남
은 혁명을 함께 하면서도 때론 독자적으로 움직인다. 전주화약 이후에는 전봉준이 금구에 대도소를 두고 전라우도를 호령하고, 김개남은 
남원
에 대도소를 두고, 전라좌도를 호령하면서 
전봉준
과 달리 독자적 행동을 하였다.
[
15
]
```

| “ | 김개남은 내가 왕사(王事)에 협력하자고 권고했지만 끝내 들어주지 않았다. 그러하기에 처음에는 상의한 바가 있었지만 끝에는 결단코 상관하지 않았다. | ” |
|   | — 전봉준, 〈전봉준공초(全琫準供草)〉 |   |

김개남은 전봉준에게 호응하면서도 흥선대원군을 섭정으로 올리는 것과, 근왕주의적인 사상을 가졌던 점을 못마땅히 여겨, 전봉준과 수시로 충돌하였다. 이는 전봉준이 체포된 뒤 일본 영사관 형문장에서 진술한 공소장에도 일부 언급되고 있다.

### 북접
북접은 충청북도 보은군과 충북 이북 지방의 파벌로 법포 또는 좌포라고도 불렸다. 최제우의 정통 직계를 자처하는 집단으로 대도주인 최시형과 손병희, 손천민 등이 속했다. 충청북도 보은군, 논산군 일대에 영향력을 미쳤다.
당시에 동학의 주요 지도자였던 오지영의 진술에 따르면, 최시형은 호남의 전봉준과 호서의 서장옥은 나라의 역적이고 사문난적이다 라 규정하고, 동시에 남접의 농민군을 칠 예정이었다. 당시 남접의 지도자인 김개남 등은 조선 정부를 부정하고 스스로 개남국왕(開南國王)이라 칭하였다.
최시형 이하 북접 지도부는 포교의 자유를 얻는 데에만 관심이 있었다. 1차 봉기 때에도 북접은 참가하지 않았다. 남접과 달리 북접은 중농 이상이 많아 개혁에 관심이 없었다. 북접의 목적은 최제우의 명예 회복과 동학의 포덕 자유 허용이 목적이었다. 북접은 최대한 정치적 문제에서 회피하려 했고, 흥선대원군과의 연결을 탐탁치 않게 생각하였다. 남접이 3차 봉기를 준비하자, 북접은 남접 농민군을 공격하려고까지 했다. 그러다가 그해 9월 최시형이 제자들의 간곡한 설득을 하면서 참여하게 되었다.

### 서포 또는 호서남접
최제우 사후 동학은 법포와 서포로 나뉘었다. 법포는 최시형을 받드는데 법헌이라는 최시형의 호에서 이름을 따왔다. 서포는 서장옥을 받든다. 서포는 다른 이름으로 호서남접으로 불렸다. 충청북도 청주와 충청남도 지역에 위력을 떨쳤다.
서포에는 북접에서 급진적이라는 이유로 파면당한 이들 일부가 가담해 왔는데, 남접의 근거지인 전라도 보다는 서포가 활동하는 충청남도 아산, 보령 지역이 더 가까운 데 있었기 때문이었다.
그밖에 동학 농민군의 영향력은 황해도 일대, 경상북도 성주군과 칠곡군, 고령군, 경상남도 하동군 일대까지 영향력을 미쳤다.

## 구호와 거사 목적
동학 농민군이 거병한 대의는 부패관리 축출과 탐관오리 처벌이 목적이었다. 동학농민군의 구호는 '보국안민', '제폭구민' 등으로 유교적인 충군, 애민 사상을 담고 있었다.
1894년 가을에 이르러 동학 농민군은 항일의병적인 성격으로 변화한다. 이를 두고 서울대학교 교수 유영익은 그해 가을의 동학 봉기를 "일본군을 쫓아낼 목적으로 궐기한 구한말 최초의 본격적인 항일 의병운동이었다."라고 하였다. 부패한 집권층 타도, 민씨 정권 축출을 목적으로 시작된 동학농민혁명은 항일 의병전쟁, 독립운동적인 성격으로 변모하였다.

## 봉기 직전
1893년 말부터 1894년 1월 초, 거사를 앞두고도 남접 내부에서도 거사를 하느냐 마느냐를 놓고 쉽게 단안을 내리지 못했다. 남접의 실력자인 손화중 역시 쉽게 결정을 내리지 못했다. 전봉준은 '이런 저런 부패가 있는데 어찌 우리가 이렇게 가만히 있어서 되겠습니까? 우리 국민으로써 어차피 피해다니면서 교를 형성하고 교세를 확장하고 있는 차에 이 기회에 나서서 정치를 바로잡도록 해주는 것이 좋은 것 아니요. 취지가 맞다고 생각하면 다같이 동참해서 힘이 되어 주시고, 접주님이 주관을 해주시요.'라고 하였다.
그런데 손화중은 쉽게 승락하지 않았다고 한다. '아직은 시기 상조입니다. 지금은 때가 아니니까 더 있으면 자연히 그럴 때가 닥칠 수 있다. 그때를 맞춰서 해야지 지금 해서는 안된다'하고 전봉준을 설득하였다. 농민 운동 직전에 거사에 동학 내 강경파였던 남접 내에서도 논란이 많았다.
북접을 이끌던 최시형은 김개남 등의 개남국왕설 소문이나 전봉준 일파가 흥선대원군과 결탁한 것을 상당히 못마땅하게 여겼다. 그러나 일본군이 관군과 함께 농민군을 압박하자, 최시형 등은 처음에는 협상론인 화전론(和戰論)을 펼치다가, 마침내 현실상황의 급박함을 인식하여 스스로 자신의 주장을 포기하고 북접을 전봉준의 무장투쟁 노선에 동참시켰다. "인심이 즉 천심이고 이는 천운이 이르는 바이다. 고로 너희들은 도중(道衆)을 동원하여 전봉준과 협력, 이로써 교주의 원한을 풀어 드리고 나아가 우리 도의 큰 뜻을 실현시키라!" 이로써 손병희 등이 이끄는 북접이 남접과 힘을 합쳐 봉기 에 가담했다.

## 결과와 전개 과정

### 제1차 봉기

#### 1차 봉기 창의와 사발 통문 살포

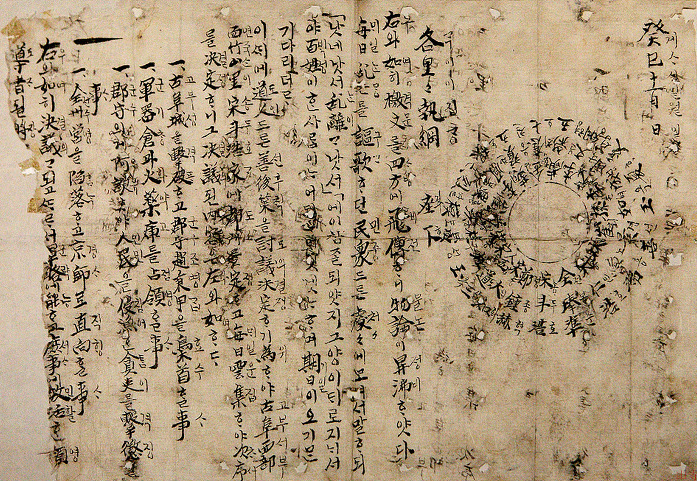
동학 농민 운동 당시 사발통문(격문)

동학 농민군의 봉기는 1894년 2월 15일(음력 1월 10일)에 시작되었다. 이날 새벽 1천여 명의 농민군은 이마에 흰 띠를 두르고 죽창과 농기구를 무기로 삼아 말목장터에 집결하였다. 마침내 전봉준을 중심으로 한 20명의 농민 지도부는 동학교도들에게 사발통문을 돌렸다. 사발통문의 내용은 고부군수 조병갑을 처단하는 것은 물론이고 전주영까지 함락시키는 것을 목표로 하고 있었다. 이는 바로 농민과 관의 대대적인 전쟁을 의미하는 것이었다.
전봉준은 그 전날 밤에 태인의 최경선과 함께 3백여 명의 농민들을 이끌고 야음을 틈타 40리 길을 행군하여 말목장터에 미리 당도해 있었다. 대열을 가다듬은 농민군은 가장 먼저 고부 관아를 습격하여 점령하였다. 그리고 무기고를 부수고 무장한 후 그 동안 억울하게 빼앗겼던 세곡들을 창고에서 꺼내 농민들에게 나눠주었다.
첫 전투의 최고 지도자는 전봉준 외에도 남접에는 손화중이 최고 지도자의 한 사람이었고, 서포에는 서장옥이 최고 지도자였다. 무장 기포에서 황토현 전투까지는 손화중 등 각 접주들이 연합해서 싸웠는데, 황토현 전투 이후 손화중은 전봉준을 대장군으로 임명한다. "전투에서는 당신이 다 관장을 하고, 그 자문은 나한테 얻어서 시행만 하시오."라고 했다.

#### 고부군청 점령과 안핵사 파견
이리하여 농민군은 전봉준을 선두로 수백 명이 1894년(고종 31) 2월 15일 만석보를 파괴하고 고부 관아로 갔다. 이에 놀란 군수 조병갑은 도망을 갔고, 농민군은 관아를 습격·점령하여 무기를 탈취한 후 수탈에 앞장선 아전을 처단하였다. 더 나아가, 불법으로 징수한 세곡을 탈취하여 빈민에게 나누어 주었다. 그러나 농민들은 사후의 계획을 세워놓지 않아 곧 신임 군수 박원명의 온건한 무마책에 해산하였다. 또한 무력 봉기와 정치적 문제에 개입하는 것을 원치 않는 최시형을 비롯한 지도부의 거병 반대와, 농민군에 대한 초기의 방관적 대응도 작용했다.
고부군수 조병갑을 생포하는 일은 실패하였다. 조병갑은 농민군이 쳐들어온다는 소식을 듣고 황급히 전주감영으로 피신했기 때문이다.
 고부 관아를 농민군이 점령했다는 소식을 들은 조정은, 조병갑을 처벌하고 장흥부사 이용태를 안핵사로 삼고 용산현감 박원명을 신임 군수로 임명하여 사태를 수습하고자 했다.
조선 말기 민란이 곳곳에서 일어났지만 대개는 조정에서 안핵사(按覈使)를 보내면 평정되는 것이 상례였다. 안핵사 이용태가 내려와 화약을 청했고 동학 농민군 대표들과 면담 후, 동학 농민군의 요구사항을 들어주기로 하고 동학 농민군은 자진해서 해산한다. 이것이 '제1차 동학 농민 운동'으로, 고부 봉기, 1차 봉기, 정월 봉기 등으로 부른다.

### 제2차 봉기

#### 안핵사 이용태의 탄압과 재궐기
그러나 머지 않아 안핵사 이용태는 위 사건을 동학도의 반란으로 규정하고 '동비들의 뿌리를 뽑겠다고' 선언, 반란 관련자들을 동비(東匪)라 하여 동학도로 취급하였으며, 그 과정에서 동학과는 상관 없는 일반 전라북도와 충청남도 지역의 농민도 동학도로 몰아 역적죄로 혹독히 탄압하였다. 이에 고부의 상황은 바뀌게 된다. 이용태의 탄압에 분개한 전봉준과 농민들은 이에 굴복하지 않고 총기류와 농기구 등으로 무장한 뒤, 무장(茂長)의 김개남, 손화중 등과 함께 봉기하였다. 이것이 2차 봉기, 백산 봉기, 삼월 봉기 등으도 불리는 '제2차 동학 농민 운동'이다.
이때 전봉준이 이끄는 농민군은 세를 확대하여 백산으로 이동하여 그곳에 주둔하고 있었다. 그리고 안핵사로 내려온 이용태가 동학교도들에 대한 대대적인 탄압을 자행하자, 그 해 3월 전봉준은 인근 각지의 동학교도들에게 통문을 보내 봉기할 것을 호소하였다. 이에 따라 백산에 집결한 농민군은 일시에 1만으로 불어났다. 집결한 교도들에 의해 농민군의 동도대장으로 추대된 전봉준은 손화중과 김개남을 총관령, 김덕명과 오시영을 동도대 총참모, 최경선을 총솔장, 송희옥과 정백현을 비서로 삼고 조직적인 전투 준비에 돌입했다. 그는 싸움에 앞서 살인과 재물 탈취를 금지하고, 일본군과 권력 귀족들을 몰아내는 것을 목표로 하는 4대 강령을 발표하고, 규범 12조로 농민군의 규율을 바로 잡고 군사 훈련을 강화하였다.
전봉준을 총대장, 김개남(金開男)·손화중(孫和中)을 장령(將領)으로 삼은 농민군은 1894년 음력 3월 하순에 백산에 모여 다음과 같은 농민군의 4대 명의(四大名義)와 봉기를 알리는 격문을 발표하고, 민중의 궐기를 호소했다.

1. 사람을 죽이지 말고 물건을 해치지 말라. [사람을 함부로 죽이지 말고 가축을 잡아먹지 말라.]
2. 충효를 온전히 하여 세상을 구제하고 백성을 편안히 하라. [충효를 다하여 세상을 구하고 백성을 편안케 하라.]
3. 왜양(倭洋)을 축멸하고 성군의 도를 깨끗이 하라. [일본 오랑캐를 몰아내고 나라의 정치를 바로 잡는다.]
4. 병을 거느리고 서울로 진격하여 권귀(權貴)를 멸하라. [군사를 몰아 서울로 쳐들어가 권세가와 귀족을 모두 제거한다.]

이에 정읍시 태인·김제시 금구(金溝)·부안 등지에서 농민이 합세하여 그 수가 수천에 달했다. 그러나 전봉준이 창의할 때의 강령 중 부패한 외척을 내쫓는다는 것과 흥선대원군을 섭정으로 다시 추대한다는 조항에 일부 농민군은 술렁이기 시작하였다. 고종과 왕비를 축출할 것을 기대한 자들도 당황했다. 전봉준은 오늘의 이 사태를 불러온 것은 민씨 척족과 탐관오리지 임금이 아니므로, 그들만 몰아내면 되는 것이라며 이들을 안심시켰다.

#### 각지의 궐기
전투 태세를 갖춘 농민군은 5월 8일(음력 4월 4일) 부안을 점령하고, 5월 11일(음력 4월 7일) 황토현에서 관군을 대파하는 한편 정읍, 흥덕, 고창 지역을 습권하였다. 그리고 영광, 함평, 무안 일대를 거쳐 마침내 5월 31일(음력 4월 27일) 전주성을 점령하였다.
동학군은 전라도에만 국한되지 않고 외부로 확산되었다. 충청도의 회덕, 논산 일부 지역과 경상도의 성주, 칠곡, 대구, 하동에서도 동학교도들이 궐기하였다. 다만 농민군의 세력이 보은군 이북으로는 상륙하지 못했는데, 이들과 달리 동학교주 최시형 등은 민란에 다소 소극적이고, 부정적인 견해를 보였기 때문이었다. 민란을 일으키다가 잘못하면 교조 최제우의 명예회복은 실패로 돌아갈 것이고, 자칫하면 역도로 몰려 교세에 탄압을 가져올 것이라고 내다봤기 때문이었다.

#### 금구 원평 전투와 전주성 입성
이후 농민군은 전주성 함락을 목표로 음력 4월 초 금구 원평에 진을 쳤다. 실제로는 농민군의 구성원은 대부분 일반 농민이었고, 동학교도는 비교적 적었다. 농민군은 탐관오리의 제거와 조세 수탈 시정을 주장하였으며, 균전사(均田使)의 폐지를 촉구하였다.
고부의 황토현에서 감영 군대를 물리쳐 황토현 전투를 승리로 이끈 농민군은, 중앙에서 파견된 정부군을 유인하기 위해 남쪽으로 향하였다. 여기에 자극을 받은 조정에서는 당시 전라병사 홍계훈을 초토사로 임명하여 봉기를 진압하도록 하였다. 정읍, 흥덕, 고창, 무장 등을 점령한 농민군은 5월 27일(음력 4월 23일), 장성 황룡촌 전투에서 홍계훈이 이끄는 정부군을 상대로 승리하였다. 5월 31일(음력 4월 27일), 이 기세를 몰아 농민군은 전주성으로 입성하였다.
동학군의 힘이 점차 강성해지자 조정은 청국군을 요청하였고, 청국군이 인천에 상륙하자 텐진 조약을 빙자하여 일본군도 조선에 진출하였다. 이렇듯 국가의 운명이 위태로워지자 동학군과 관군은 화의를 약속하고 교섭에 들어갔다.
그러나 정부군은 완산에 머물면서 포격을 계속했고, 동학군은 여기에 대항할 만한 병기가 없어 500명의 전사자를 내는 참패를 당했다. 홍계훈은 이미 봉기의 직접적인 원인이던 고부군수, 전라감사, 안핵사 등이 징계를 당했으며 앞으로도 관리의 수탈을 감시하여 징계하겠다는 것을 밝혔고, 한편으로는 청나라 군대가 조선 정부의 요청으로 도착하였으며 일본의 군대도 조선 내 자국민 보호를 핑계로 청나라를 견제하기 위해 출병하기로 했음을 알렸다. 6월 8일 청나라의 원군이 아산만에 도착하고, 뒤따라 일본 정부는 톈진 조약(1885년)에 따라 거류민 보호를 구실로 6월 7일 출병할 것을 결정하였다.

#### 전주 화약과 정치 개혁안 상정
동학군은 여러 차례의 통문(通文)과 원정(原情), 폐정개혁 요구안을 제시하면서 삼정(三政)의 개혁을 촉구하였다. 지금까지 남아 있는 자료를 바탕으로 최소한 다음과 같은 농민군의 개혁 요구를 확인할 수 있다. 4월 4일 부안을 점령한 농민군은 법성포 이향에게 '동학군통문' 9개조를 보냈다.
1894년 5월 22일(음력 4월 18일) 전봉준은 비협조적이던 나주 관아의 호장, 이방, 서리 등에게 공문을 발송하였다.
| “ | 전하께 아뢰어 국태공(흥선대원군)을 모셔다가 나라일을 보도록 하려 함으로써 아첨하고 비루한 자들을 모조리 파면시켜 내쫓으려는 것이니, 우리의 본의는 여기에 그칠 뿐이다. | ” |
|   | — 나주 감영에 보낸 사발통문의 일부 |   |

이보다 앞선 5월 20일(음력 4월 16일) 영광군에서 창의소 명의로 완영유진소에 보낸 통문에서도 '국태공께 감국케 하여 위로는 공사를 보전하고 아래로는 백성을 편안케 한다'고 하였다.
5월 23일(음력 4월 19일) 전봉준은 중앙군을 이끌고 내려온 초토사 홍계훈에게 정장을 보냈는데 '억조(億兆)가 마음을 같이 하고 온 나라가 의논을 모아 국태공을 모시고 부자 사이의 윤리와 군신 사이의 의리를 온전히 하여 아래로는 여민을 편안히 하고, 위로는 종묘사직을 보전하는 것이 우리의 지극한 소원입니다. 장차 죽음으로써 맹세하고 변치않을 것이오니 엎드려 비옵건대 굽어 살피소서'라는 내용이었다.
홍계훈은 동학 농민군을 일망타진하려 내려왔다가 정장의 내용을 보고 놀라 멈칫하였다. 홍계훈은 이들과 면담을 추진했고 바로 전봉준외 농민군 지도부는 초토사 홍계훈에게 '호남유생원정' 8개조를 제시하였으며, 5월 초 전주화약 직전 전주화약의 조건으로 초토사 홍계훈에게 27개조를 추가로 제시하였다. 농민군은 전주성에서 철수한 후 5월 11일경 순변사 이원회에게 '전라도유생등원정' 14개조와 5월 17일경 '원정열록추도자' 24개조, 그리고 5월 20일경 장성에서 전라감사 김학진에게 '개혁안' 13개조 등을 제시하였다.

1. 동학교도와 정부는 서정(庶政)에 협력할 것
2. 탐관오리 숙청
3. 횡포한 부호 처벌
4. 불량한 유림과 양반 처벌
5. 노비문서 소각
6. 7종의 천인에 대한 대우 개선, 백정이 쓰는 평량갓(平凉笠)을 없앤다.
7. 과부 재가 허락
8. 이름 없는 잡세 폐지
9. 인재 등용, 문벌 타파
10. 일본과 간통하는 자 엄벌
11. 공사채(公社債) 면제
12. 토지 평균 분작— 폐정개혁 12개조

그런데 서울대학교 교수 유영익에 의하면 이 때의 폐정개혁 12조는 허구라 한다. 유영익은 자신의 제자 중 한 사람이 동학농민운동을 다룸에 있어서 다른 한 명의 공동집필자와 함께 이른바 '동학 12개조 폐정개혁안'이란 것이 허구라고 밝혀냈다고 주장하였다.
전주성에서 철병했으나 이미 청군과 일본군은 조선 내에 진입한 상태였다. 한편 홍계훈은 전주화약 이후에도 이들을 역적으로 취급했다. 이에 전봉준은 6월 7일(음력 5월 4일)에 항의문을 보내는데, '태공을 받들어 나라를 감독토록 함은 그 이치가 심히 마땅하거늘 왜 이를 불궤라고 하느냐?'라고 하였다.

##### 12조 개혁안의 진위 문제
한편 이때 제출된 12개조 개혁안은 진위 여부가 불확실하다는 이견이 제기되었다. 서울대학교 교수 유영익은 "내가 국사교과서 문제에 대해 깊이 생각하게 된 계기는 2002년 어느 날 나의 한 제자가 내 연구실로 찾아와 자기가 고등학교 검인정 근현대 교과서를 집필했다고 자랑하면서 교과서 집필 과정에서 겪은 실화 한 토막을 털어놓았을 때이다."라고 고백하였다.
유영익에 의하면 "그 제자는 동학농민운동을 다룸에 있어 다른 한 명의 공동 집필자와 함께 이른바 '동학 12개조 폐정개혁안'이란 것이 허구임을 알기 때문에 애당초 그 개혁안을 교과서에 싣지 않기로 작정했는데 당시 교육인적자원부에서 집필자들에게 시달한 '국사 교육내용 전개의 준거안'에 그 개혁안을 의무적으로 인용하도록 되어 있었기 때문에 부득이 교과서에 실었다고 고백했다.' 한다.
유영익에 의하면 폐정 12개조 개혁안은 출처가 불확실하다 한다. 그에 의하면 '나는 12개조 개혁안이란 것이 1940년에 어느 무명의 역사가(오지영)가 역사소설 동학사라는 책에 임의로 삽입한, 역사상 존재하지 않는 자료임을 논문을 통해 입증했기 때문에 이 고백을 듣고 깜짝 놀랐다.'고 한다.
교육부가 '국사 교육내용 전개의 준거안'이라는 것을 내세워 사실에 어긋나는 비진리를 국사교과서에 싣도록 강요한 사실에 분개하였다. 이 얘기를 듣고 나서부터 나는 우리나라 교육부가 일본 문부성 못지 않게 역사 왜곡을 자행한다고 생각했고 그 후로 일본 정부의 역사 왜곡에 대해 입을 다물게 되었다'고 고백하였다.
반면,이러한 주장에 대해 동학농민운동사를 전공한 박맹수 원광대 교수는 "오지영의 '역사소설 동학사'는 픽션으로서 소설이 아닌 회고록 성격의 글"이라며 유 교수 의견을 정면 반박했다.
박 교수는 "오지영은 동학농민운동 당시 농민군 지도자 출신으로 갑오년에 체험했던 바를 회고록 형식으로 글을 쓴 것"이라며 "확인되는 사료들로 봐서 동학농민운동 당시 이미 27개 조항 요구안이 있었음이 확인된다"고 설명하였다.

#### 집강소 설치
6월 11일(음력 5월 8일) 관군과 2차 강화를 맺은 뒤 대부분의 농민은 철수했으나 동학군은 교세 확장을 구호로 그들의 조직을 각지에 침투시키고 전라도 53군에는 집강소를 설치하고 폐정 개혁에 착수하였다.
교섭에 들어간 전봉준은 폐정 개혁을 골자로 하는 27개조에 달하는 조건을 내놓았고 이에 관군 대표인 홍계훈이 무조건 수용함으로써 전주화약이 성립되었다. 동학군은 각 지방에 집강소를 설치하여 잘못된 정치의 개혁을 위한 지방 의회 겸 행정 관청으로 삼았다. 특히 김개남은 5~6만의 농민군을 이끌고 집강소 설치에 반대하던 남원 부사 이용헌과 나주의 현령을 살해하고, 그곳에도 집강소를 설치했다.
집강소의 행동 강령은 12개조이다. 양반 중심 사회를 혁파하고, 신분 차별을 폐지하며, 인습에 갇혀 사는 여성을 해방하여 농민 생활을 풍족하게 만드는 것을 골자로 했다. 이와 같은 강령은 17세기 이래 진보적인 실학자가 내걸었던 개혁안과 1884년 김옥균 등의 개화파가 주장했던 정책보다 진보한 내용이었다. 시대를 멀리 내다본 전봉준의 개혁 사상은 성리학 국가인 조선 왕조에서 수용할 수 없는 혁명적 기치를 내걸고 있었다. 그러나 전봉준은 이번 기회에 고종과 명성황후를 폐위하자는 일부 강경파의 견해에는 동조하지 않았다.

#### 제2차 봉기의 성격
이 중 제2차 봉기는 흥선대원군이 전봉준을 사주했거나, 적당한 때를 알렸다는 주장도 있다. 이상백에 의하면 '대원군은 전봉준의 처족 8촌이자 전주대도소 도집장 송희옥을 선공주사로 임명하고 대원군의 측근인 박동진과 정인덕은 이 송희옥과 접선하여, 전봉준에게 밀지(密旨)를 보내 대원군의 뜻에 따라 재봉기할 것을 주문하였던 것이다. 김개남에게는 대원군의 손자 이준용을 통하여 전 승지 이건영과 접촉하고 이건영은 김개남을 만났다.'는 것이다.

### 일본군의 개입
톈진 조약이 파기됨에 따라 청군과 함께 조선에 진주한 일본은 힘으로 내정 개혁을 단행하려 했고, 이 때문에 청일 전쟁이 일어났다. 조선시대의 사대주의에 불만을 품었던 개화파 정치인들은 일본을 적극 지지하였다. 또한 일부 개화파는 일본을 이용하여 선진 문명을 받아들여서 빨리 개화, 변혁을 꾀해야 한다고 역설하였다. 동학 농민군의 세력이 강성해지자 경계심을 느낀 고종은 신하에게 직접 "청에 도움을 요청, 청군을 이용해서 이들을 진압하게 하자"는 제안을 한다. 그러나 청나라군의 유입을 경계한 일본 역시 군대를 조선에 주둔시킨다.
동학군의 세력 형성을 경계한 고종과 민씨 척족은 청나라에 도움을 요청한다. 이때 안경수는 일본, 민영준은 청나라와의 외교 교섭을 통한 동학난의 수습에 적극 앞장섰다. 민씨 정권은 청나라에 사절을 보내 지원을 요청하였다. 조선에 들어온 일본군은 관군과 함께 '동비 색출'에 나선다.
청일전쟁에서 승리한 일본은 조선 조정을 장악하였다. 보국안민과 외세배격을 기치로 내걸었던 동학은 일본의 국권 침탈 행위에 분개하며 다시 한 번 봉기했다. 그러나 동학 농민군의 궐기 목적에 폐정개혁과 민씨 척신세력 처벌, 대원군 옹립이라는 조항이 들어있음을 접한 민비는 동학군에 대한 대대적인 진압을 계획한다. 또한 양반 사대부들은 최제우가 사이비 종교를 만들다가 혹세무민죄로 처형당한 것을 근거로 들어 동비를 탄압해야 한다고 주장하였다. 동학농민군의 세력은 전라남북도와 충청남도, 그리고 경상북도 일부 지역에서 맹위를 떨쳤다. 충청도의 노론 위정척사파 계열 양반들과 보수적인 영남 남인들은 자체적으로 의병을 창의하여 동학군과 교전을 벌였다.

### 대원군의 접촉 시도

#### 대원군과 전봉준의 연합

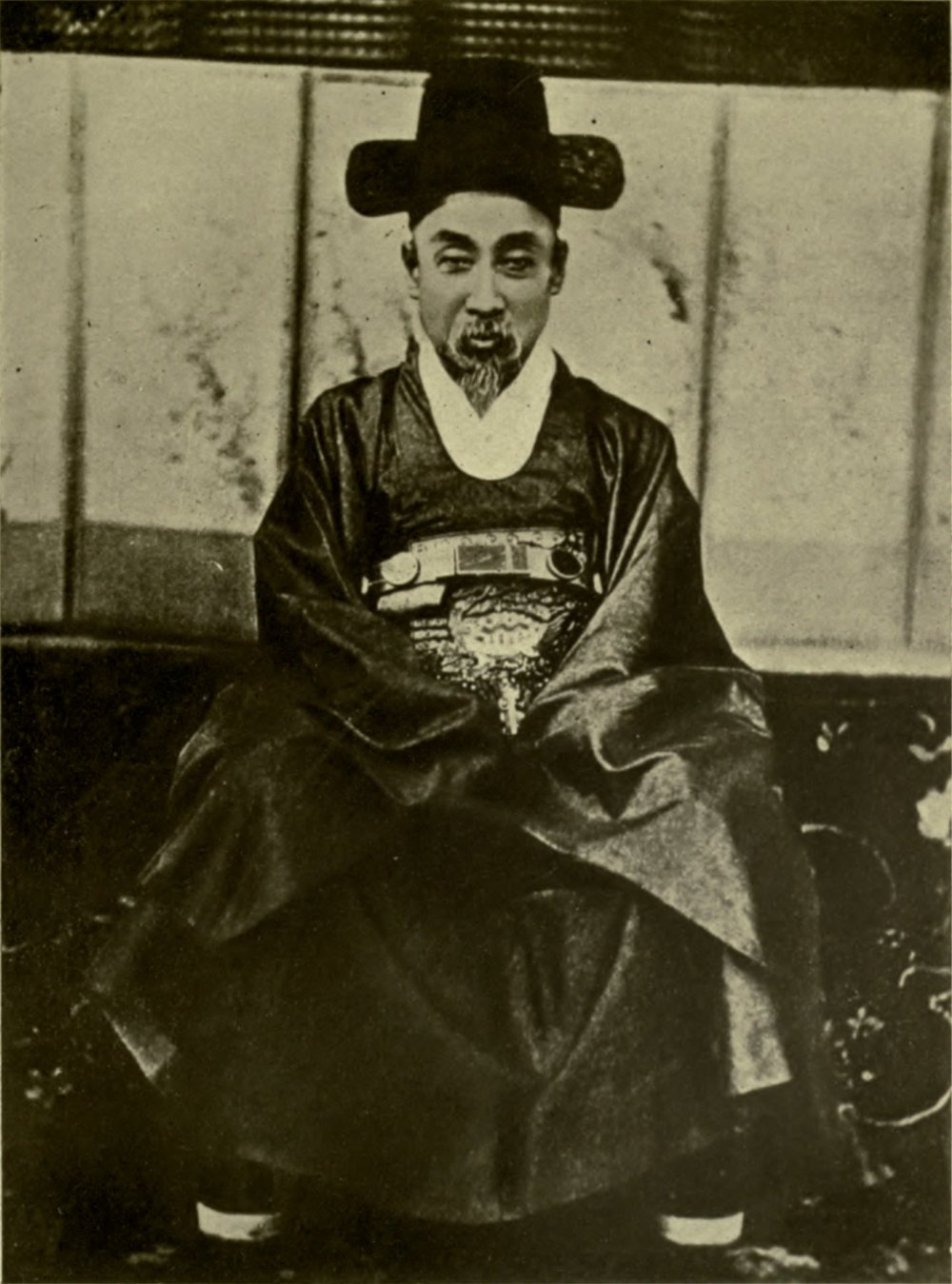
흥선대원군. 동학 농민군의 지도자 전봉준은 1890년부터 1892년 무렵 한때 흥선대원군의 식객으로 있었다.

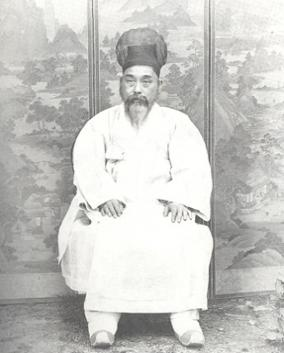
흥선대원군의 손자 이준용

전봉준을 비롯한 동학 농민군의 온건파와 비밀리에 연락한 흥선대원군은 동학군 내의 온건파가 대원군을 받들 것을 주장한다는 점을 주목했다. 1894년 6월 흥선대원군은 손자 이준용과 함께 동학 농민군을 정치적으로 이용할 계획을 수립한다. 대원군파가 농민군을 상경시키고, 청국군을 끌어들여 일본군을 격퇴하고 개화파를 제거하여 정권을 장악하려는 계획은 당초 이준용, 이태용, 박준양의 시국대처 논의 속에서 그 윤곽이 짜여졌다.
당시 박준양은 이준용에게 관직을 쉬고 외국으로 나가 10년 동안 견문을 넓혀 명망을 얻은 이후에 돌아올 것을 권하였다. 그 동안 고종은 노쇠하게 되고 왕세자(순종)도 그다지 큰 덕이 없으니 그때에 외국 명망과 국내의 관심은 자연히 이준용에게 쏠릴 것이고, 그러면 그다지 노력하지 않고도 권력을 쥘 수 있을 것이라고 하였다.
그러나 이태용은 큰일을 도모할 경우에는 때를 놓치지 말아야 한다고 하면서, 여러 사람의 기대가 모두 대원군을 향하고 있고, 더욱이 동학군이 대원군을 받들겠다는 주장을 펴면서 봉기하고 있는 지금, 그들로 하여금 수십만 대중을 동원하여 올라오게 한다면 진실로 사람의 무리가 하늘을 이긴다고 하듯이 일본군이 비록 움직인다고 하더라도 어찌할 수 없을 것이라고 하였다. 이어 이태용은 이준용에게 한편으로 일본군을 만류하여 움직이지 못하게 하고, 다른 한편으로 밤을 재촉하여 군중을 올라오게 한다면 손바닥을 뒤집듯이 일이 쉬워질 것이라고 제안하였다. 두 사람의 제안을 이준용은 대원군에게 알렸고, 대원군은 이태용의 안을 지지하여 박동진과 박세강에게 수십만 대중을 규합하여 속히 올라오게 하였다. 한편 전봉준 등은 일본군의 유입으로 농민군이 분기탱천해 있음을 대원군에게 알려왔다.

#### 손화중 등 타 지도자들 포섭
흥선대원군이 포섭한 동학 농민군 지도자 중에는 손화중도 있었다. 손화중의 부인인 유씨가 임종 직전에 남긴 증언에 의하면 손화중도 대원군을 만나고, 그의 서신도 받았다고 한다.
손화중의 부인 유씨에 의하면 손화중은 '봉기 중 서울을 다녔는데, 대원군과 직접 상면을 했다'고 한다. '그때 대원군의 서신도 받아 갖고 있었는데 지금은 전해지지 않는다.'는 증언을 했다.

#### 남접의 분열
그러나 남접 내에서도 이견을 보인다. 대원군 가문의 식객 출신이었던 전봉준을 비롯해서 폐정개혁과 외척 세도가의 퇴출, 대원군 옹립을 목적으로 하던 남접의 온건파와 왕조 자체를 부정한 김개남 일파는 갈등한다. 이는 농민군 내부의 파벌 갈등, 알력으로 발전한다.

#### 대원군 일파와 모의
이에 따라 대원군과 함께 대원군파의 중심이었던 이준용은 관직을 내무협판에서 통위사로 옮겨 병권을 장악, 불시의 병력 사용에 대비하고 다수의 장정들을 모아 대궐 내에 은닉하여 일본군대가 북진하여 병력이 허약해진 틈을 노려 농민군과도 내외 상응하여 거사하려고 하였다. 농민군이 금강에 이르러 그 기세가 놀랄 만하면 이준용은 이들을 토벌한다는 명분으로 병력을 일으켜 한성을 점령한다는 계획이었다.
동학농민군과 사전에 계획을 짠 뒤, 이준용이 토벌을 명분으로 부대를 구성하면 동학농민군은 빠진다는 계획이었다. 이준용은 이들을 토벌한다는 명분으로 출진명령을 얻어, 군병과 수백 명의 역사(力士)를 대동하고 과천, 수원 사이에 개부하여 오히려 일을 꾸며 합세 회군하여 서울로 들어와 사람들이 놀라고 왕이 피난할 때를 타서 한편으로는 그 부하인 통위영 병대를 동원하려 했다.
대원군과 이준용의 계획은 "농민군이 재기하면 그 토벌을 핑계로 군사를 일으켜서 개화정부를 전복하고 정권을 잡으려던 것으로 재기병을 촉구하는 밀사를 보냈던 것"이었으며, 또 만일 일본군이 동학농민군을 진압하러 내려가게 되면 즉각 해산하였다가 그 해 11~12월 경에 강이 결빙하기를 기다려 청국병이 오게 될 형편이 되면 협력하여 일본군을 격퇴하고 정부를 갱신하고 새로운 왕을 세우려는 것이었다. 이준용은 농민군에게 거병하여 한성에 오면 자신은 동학군을 진압하는 척할 것이니 적절히 싸우는 척하다 해산하라고 자신을 찾아온 일부 동학군 지도자에게 알렸다.
이준용이 이끄는 통위병 영대로서 왕실을 장악하고, 다른 한편으로는 하수인들을 지휘하여 김홍집, 조희연, 김가진, 김학우, 안경수, 유길준, 이윤용 등을 죽이고 정부를 전복하여 정권을 장악한 뒤 고종을 상왕으로 추대하고, 왕비와 태자를 폐하여 이준용을 왕위에 올리기로 결정하였다. 한편 흥선대원군과 이준용의 거사에는 위정척사 계열 유학자도 동의하고 있었으므로 이준용은 전봉준과 동학군 지도자에게 이 점을 설명했다.

#### 대원군,이준용의 음모 탄로
흥선대원군과 이준용 등은 동학 농민군이 궐기하여 비상사태를 만든 후, 사람들을 동원, 올라온 대중을 한편으로는 서울 근방에 배치하고, 다른 한편으로는 서울로 들여보내 종로에 도회시켜 만인소청을 설치하고 서찰을 정부에 투여하여 각국 공관에 조회시킨다는 계획을 세우기도 하였다. 그러면 한두 사람의 일이 아니고 수십만 명의 일이고 또 외국에 어떠한 해를 끼치는 일도 아니기 때문에 외국에서도 아무 말이 없을 것이라고 하였다. 일이 이루어지면 사신을 밀파하여 청국군에게 알려 앞으로의 시비에 대비하게 하고, 만일 일본군이 먼저 움직이면 일단 사방으로 흩어졌다가 1894년 10월 중에 청국군이 나오는 것을 기다려 힘을 합쳐 협공하면 일본군을 격퇴할 수 있을 것이라고 생각하였다.
그리고 대원군파의 사람을 중심으로 신정부를 구성하여 박준양을 영의정에, 이태용과 김모를 각각 좌의정, 우의정에 앉히려고 하였으며, 고운정을 충청감사나 영남감사에, 그리고 고종주를 전라감사에 임명하려고 하였다.
8월 24일 청·일의 평양성 전투에서 기대했던 청나라의 패배소식이 알려진 후 대원군측의 일부 인사가 '정변계획'을 유보하자고 주장하자, 이준용은 머뭇거렸다. 이에 대원군의 측근인 박동진은 다음과 같이 주장하였다.
| “ | 대사는 시기를 잃지 말아야 하는데 오늘날의 물망이 모두 노대감(대원군)을 따르고 하물며 또 동학당은 상봉국태공(上奉國太公)의 설로 창의한 자들이다. 만약 몇십만 명을 이끌고 권토중래한다면 실로 소위 인중승천(人衆勝天) 인바 일본군이 움직인다 한들 어쩌겠는가. | ” |

동학농민군의 주장 중 농민군이 폐정개혁을 요구하는 가운데 대원군의 감국(섭정)도 요구하고 있었다. 전봉준과 대원군 사이에 사전모의가 있었던 것이 아니라, 농민군이 폐정개혁을 요구하는 가운데 대원군의 감국도 요구하고 있었음을 주목한 대원군측이 농민군을 이용하여 일본군과 친일개화파를 축출하고 권력을 장악하려 했음을 시사해준다.
그러나 대원군과 이준용의 정변 음모는 일본 공사관의 첩보망에 걸려 실패로 돌아간다. 흥선대원군과 이준용은 일본 공사관에 소환되었고 청나라와 손잡고 일본군을 축출하려는 의도를 추궁당한다. 위기의식을 느낀 일본 공사관은 1894년 9월 일본 본국에 연락하여, 일본군 병력을 증원하여 경상남도 동래군과 부산항을 통해 파견한다.

### 제3차 봉기

#### 제3차 봉기 궐기
1894년 9월 전봉준, 김개남 등은 다시 사발통문을 띄워 궐기를 호소하였다. 전라도, 충청남도 등지에서는 남접과 서포 소속 동학군과 농민군이 궐기하였다. 전봉준을 중심으로 한 남접은 교주 최시형의 북접에 도움을 청해 연합 전선을 폈다. 제2차 봉기에 동원된 농민군은 남접 10만과 북접 10만을 합해 약 20만 병력이었다.
동학 농민군의 일부가 흥선대원군과도 내통했다는 사실이 알려지면서 민씨 내각의 조선 조정은 농민군을 제거할 계획으로 일본과 청나라에 도움을 요청하였고, 이에 전봉준, 김개남, 손화중, 손병희, 최경선, 김덕명, 최시형, 성두환, 김낙삼, 김두행, 손천민, 김봉득, 김봉년, 유한필 등이 전라북도 전주부 삼례역 역촌에서 다시 새로운 봉기를 일으켰다. 일본군의 왕궁 점령에 분격한 농민군은 이 해 음력 9월 척왜(斥倭)를 구호로 내걸고 재기하였다. 이제는 내정 개혁을 목표로 하지 않고 일본과의 항쟁이라는 반외세가 거병의 주요 목표였다. 이를 '제3차 동학 농민 운동'으로, 9월 봉기 또는 제3차 봉기, 삼례봉기로도 부른다.

#### 타협론과 결사항전론의 대립

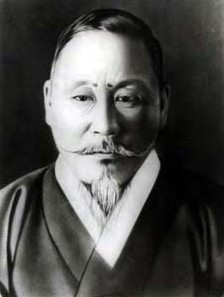
손병희, 농민전쟁 패전 후 교단을 수습하였다.

제1차, 제2차 봉기의 휴전은 동학군에 불리하여 정부는 강화 조건을 이행하지 않는 한편, 청군은 물론 일본군도 6월 9일(음력 5월 6일)부터 1만의 군대로 인천에 상륙하였다. 1894년 7월 23일(음력 6월 21일) 새 내각이 친일 인사들이 있자, 일본은 외교통인 이노우에 가오루를 새 주일 조선 공사로 임명했다. 7월 25일(음력 6월 23일) 드디어 청일전쟁을 일으키는 등 험악한 정세를 조정하였다.
이에 동학군은 10월 12일(음력 9월 14일) 삼례에서 회의를 연 결과 전봉준·김개남 등의 과격파는 최시형·이용구(李容九) 등 온건파의 타협론을 거부한다. 그 뒤 전봉준이 4천 명의 농민군을 이끌고 삼례에서 일본군을 몰아낸 뒤 남접과 북접의 연합을 시도했다. 전봉준은 공주-수원-서울 북상로를 선택하고 남원에 주둔한 김개남은 금산- 청주 -서울로 진격로를 정한다. 그동안 전봉준의 봉기에 반대 입장을 보였던 손병희는 교주 최시형의 승인 하에 충청도 농민군(북접)을 이끌고 청산(靑山)에 집결하여 논산(論山)에 합류했다. 그로써 김개남 대신 음력 10월에 북접의 손병희가 논산에서 합류하여, 남접 1만과 북접 1만을 합해 총 2만여 군세를 이루게 되었다. 이들 남북연합 농민군은 일본군을 격퇴하기 위해 일본군의 병참기지를 습격하고 전신줄을 절단하면서 서울을 향해 북상하다가 공주를 총공격하기로 결정했다. 이에 조선 조정과 일본군은 신정희, 허진, 이규태, 이두황 등에게 3,200명의 관군과, 일본군 미나미 고시로가 이끄는 2,000명의 일본군을 이끌고 맞섰다.

#### 공주성진입 지연
6월 말, 일본은 이 기회에 조선에서 청의 세력을 완전히 몰아내려고 전쟁을 시작했다. 청일전쟁은 일본도 청나라도 아닌 조선 땅에서 벌어졌다. 9월 16일(음력 8월 17일), 평양 전투에서 일본은 승리를 거두었다. 평양은 완전히 폐허가 되었다. 외세가 판을 치는데도 무기력한 정부를 본 전봉준과 농민군 지도부는 9월 12일, 마침내 2차 기병을 결정했다. 농민군은 공주를 손에 넣고 곧장 서울로 진격할 작정이었다. 그런데 의외로 출발이 늦어지는 바람에 정부군과 일본군 연합군이 먼저 공주에 입성했다.
농민군이 늦어진 이유는 전쟁을 원치 않는 동학 북접 교단의 비협조 때문이었다. 최시형 이하 북접 지도부는 포교의 자유를 얻는 데만 관심이 있었다. 1차 봉기 때에도 북접은 참가하지 않았다. 전주성을 함락시키고 호남 일대에 집강소를 두어 한국 최초의 농민자치를 실행한 것은 전적으로 남접 농민군의 힘이었다. 남접과 달리 북접은 중농 이상이 많아 그만큼 개혁에 관심이 없었다. 남접이 2차 봉기를 준비하자, 북접은 남접 농민군을 공격하려고까지 했다. 9월 하순, 제자들의 간곡한 설득에 최시형은 마지 못해 합류를 허락했다. 논산에서 북접군과 남접군이 합류한 것이 10월 9일이니 봉기 결정 후 한 달을 끈 셈이었다.

#### 일본군과의 전투
농민군과 조일 연합군은 11월 20일(음력 10월 23일)부터 23일(26일)까지 공주 이인과 포효 등지에서 제1차 접전을 벌였고, 농민군은 크게 패배해 후퇴했다.농민군은 곰티와 검상 마을, 곰내, 하고개, 주미산 방면을 공격했다. 홍성 농민군은 금강 건너편의 유구 쪽에서 맞섰으나 세성산 전투에서 패배해 후퇴했다. 농민군은 다시 진열을 정비하고, 12월 5일(음력 11월 9일) 남접과 북접 연합군 1만여 명이 공주 우금치를 향해 돌진하면서 전투가 시작되었다. 하지만 동학 농민군은 숫적으로만 우세할 뿐 훈련을 받은 군인도 아니었고, 병기도 원시적이어서 신식 무기로 무장한 일본군과 관군의 상대가 되지 않았다. 10월 중순 10만 부대로 공주성을 포위하고 대공격전을 전개하였으나 패퇴하였고, 11월 다시 공주 부근의 우금치전투에서 패배하여 후퇴하게 된다. 그리고 나머지 농민군도 금구 싸움을 마지막으로 일본군과 관군에 진압되어 전봉준은 쫓기는 신세가 된다.

#### 우금치, 공주 전투, 청주 전투 패전과 퇴각
12월 5일(음력 11월 9일) 전봉준은 드디어 총공격을 명령했다. 농민군 주력 부대가 우금치를 목표로 움직이기 시작했다. 우금치는 견준산과 주미산이 만나 만든 가파른 고개로 개금티라고도 부른다. 물밀 듯 올라오는 농민군에게 정부군과 일본군의 최신 무기가 불을 뿜었다. 시간이 갈수록 농민군의 패색이 짙어갔다.
수만이나 되는 비도(匪徒)가 4,50리에 걸쳐 길을 쟁탈하고 산봉우리를 점거하여 성동추서(聲東趨西), 섬좌홀우(閃左忽右)하면서 깃발을 흔들고 북을 치고 죽음을 무릅쓰고 앞을 다투어 올라오니 저들은 무슨 의리이고 무슨 담략인가. 그 정황을 말하고 생각하면 뼈가 덜리고 가슴이 서늘하다. 만약 병력이 전후좌우에서 방비하지 못해 병사들의 사기가 떨어졌다면 맹렬히 밀어붙이는 기세에 대가를 톡톡히 치러야 했을 것이고, 결국 그들을 막아낼 수 없었을지도 모른다.

정부군의 좌선봉장 이규태는 나중에 이렇게 실토했다. 주력부대가 우금치에서 결사 항전하는 동안 농민군 일대는 공주로 향했다. 들은 공주 감영을 배후에서 치기 위해 봉황산을 공격했다. 조를 짜서 조별로 공격했지만 역부족이었다. 감영을 눈앞에 두고 수없이 많은 동학 농민군이 눈을 부릅뜬 채 쓰러져갔다. 시체가 산같이 쌓이고 이루어 금강으로 흘러들어갔다.
```
한편 
김개남
의 동학농민군은 전주를 거쳐 금산을 점령하고, 신탄진을 거쳐 청주로 진격하였으나 청주전투에서 일본군에 패하고 후퇴하였다.
```

### 패전과 실패
12월 10일(음력 11월 14일) 새벽, 적의 기습공격을 받고 농민군은 논산으로, 다시 전주로 후퇴했다. 전열을 가다듬어 원평, 태인에서 결전을 벌였지만 역시 패했다. 전봉준은 직속부대만 남기고 농민군에게 해산명령을 내렸다.
곧이어 정부군 측의 소탕작전이 시작되었다. 이들은 죄없는 양민까지 마구잡이로 체포, 학살하고 마을을 잿더미로 만들었으며 부녀자를 능욕했다. 그동안 쌓아 올린 농민적 사회경제의 기반은 여지없이 무너져나갔다. 백양사에 숨어 동정을 살피던 전봉준은 정부군이 살육에 정신 없는 틈을 타서 직속부대를 서울로 잠입케 하고 세 명의 부하와 함께 순창으로 갔다.
동학군과의 싸움에서 승리한 관군과 일본군 연합군은 전봉준을 생포하면 막대한 상금을 준다는 포고문을 내걸었다. 전봉준은 정읍과 순창 등지를 전전하며 몸을 숨겼다. 그러나 과거 자신의 부하였던 김경천의 밀고로 체포되어 12월 28일(음력 12월 2일) 한양으로 압송되었다.

### 체포와 최후
김개남은 12월 27일(음력 12월 1일) 태인에서 친구인 임명찬의 밀고로 체포되어 전주로 압송된 후 처형된다. 1894년 12월 28일(음력 12월 2일) 순창에서 전봉준은 상금에 눈 먼 옛 동지김경천의 배신으로 붙잡히고 말았다. 그는 일본군에 의해 서울의 일본영사관으로 호송되었다. 그 후 법무아문으로 넘겨져 1895년 3월 5일(음력 2월 9일)부터 4월 4일(음력 3월 10일)까지 5차례 심문을 받았다. 법무아문에서는 고문을 가하며 대원군과 전봉준의 관계를 캤지만 그는 일절 대원군을 언급하지 않았다. 체포된 전봉준은 심문을 받으면서 자신의 정치적 구상을 이렇게 밝혔다.

- "서울에 쳐들어온 후 누구를 추대할 생각이었는가?"
- "일본병을 물러나게 하고 악간(惡奸) 관리들을 축출해서 임금 곁을 깨끗이 한 후에 몇 사람 주석(柱石)의 선비를 내세워 정치를 하게 하고 우리는 곧장 농촌에 들어가 상직(常職)인 농업에 종사할 생각이었다. 하지만 국사를 들어 한 사람의 세력가에게 맡기는 것은 크게 폐해가 있는 것을 알기 때문에 몇 사람의 명사에게 협합(協合)해 합의법에 의해서 정치를 담당하게 할 생각이었다."

전봉준은 대원군과의 관계를 완강하게 부인하였다. 그러나 김개남 등은 대원군과의 관계를 진술하였고 즉각 처형된다. 결국 1895년 4월 23일(고종 32년 음력 3월 29일) 재판장은 전봉준 외 체포된 동학농민군 지도부에게 부대시참을 선고했다. 전봉준은 무릎을 치고 일어나면서 외쳤다. 전봉준은 자신이 역적이 아님을 들어 역적의 누명을 쓰는 것은 억울하다고 호소하였다.
| “ | 정도를 위해 죽는 것은 조금도 원통할 바 없으나 오직 역적의 이름을 받고 죽는 것이 원통하다. | ” |

1895년 4월 23일(음력 3월 29일) 손화중, 최경선, 김덕명, 성두한 등과 함께 사형에 처해졌다. 이로써 동학 농민봉기는 완전히 막을 내리게 된다. 한편 일부 농민군 지도자는 흥선대원군의 특별 사면 탄원으로 석방되기도 하였으나 대부분 공에 눈이 먼 고향 사람의 손에 의해 민씨 정권 인사들에게 넘겨져 대부분 처형당했다. 죽기 전, 전봉준은 시 한 수를 지어 자신의 회한을 읊었다.
| “ | 때를 만나서는 천하도 힘을 합하더니 / 時來天地 皆同力 운이 다하니 영웅도 어쩔 수 없구나 / 運去英雄 不自謨 백성을 사랑하고 정의를 위한 길이 무슨 허물이야 / 愛民正義 我無失 나라를 위한 일편단심 그 누가 알리 / 愛國丹心 誰有知 | ” |

한편 김개남 등 일부는 태인 산내면 종송리에 있는 매부 서영기의 집에 숨어 있다가 친구 임병찬의 고발로 전주에 있는 강화영의 중군인 황헌주에게 잡혀 불법으로 전주 서교장에서 처형당했다. 나머지 인사들은 시골에 숨어살거나 술주정꾼 행세를 하면서 겨우 의심을 피해 생존하였다. 농민전쟁의 실패와 함께 동학 농민군을 이용하여 명성황후를 타도하고 이준용을 추대하려던 흥선대원군의 재집권 기도도 수포로 돌아갔다.

## 주요 전투

### 황토현 전투
농민군이 전북 정읍 황토현 일대에서 관군을 무찌르고 첫 승리를 거둔 전투로 후에 황룡촌 전투에서도 승리하게 되었다. 농민군이 봉기하고 태인과 부안 관아를 잇따라 점령하자 조정에서 전라감사 김문현, 영관 이경호 등이 영내 잡색군 등 총 1만 명의 대군을 이끌고 와 정읍 황토현에서 격돌했다. 4월 7일 새벽 농민군은 관군에게 포를 쏘아 혼란에 빠뜨린 뒤 미처 대처하지 못한 관군을 추격해 패전시켰고 이 과정에서 영관 이경호가 농민군들에게 체포되어 전사했다. 이 전투의 승리로 농민군은 사기가 충천하게 되었고 전주로도 진격할 수 있었다.

### 우금치 전투
1894년 음력 11월 공주 남쪽의 우금치(牛禁峙)에서 관군 및 일본군과 큰 격전을 벌였다. 약 1주일 간 50여 회의 공방전을 벌인 이 전투에서 농민군은 무기의 열세를 극복하지 못한 채 대부분의 병력을 잃고, 500여 명의 생존자가 전주 남쪽의 금구 원평(院坪)으로 후퇴하였다.
농민군은 무너미 고개와 이인 쪽에서 맞서 관군을 밀어붙이고 조일 연합군은 모리오 마사이치 대위가 지휘하는 관군을 우금치 옆 뱁새울 앞산에 주둔하고 우금치, 금학동, 곰티, 효포 봉수대에 관군을 배치했다. 농민군은 이 곳을 집중 공격했으나 고갯마루 150미터 앞까지 조일 연합군의 우세한 무기의 포탄과 총탄이 비오듯 쏟아져 내려 더 이상 진격하지 못했다.
그리고 이기동과 조병완이 농민군의 좌측과 우측을 공격해 농민군은 큰 사상자를 내고 공주 동남쪽 봉우리로 후퇴했다. 농민군 1대가 봉황산으로 진격해 공주감영을 공격하려 했으나 하고개와 금학골 골짜기에서 관군의 공격으로 실패했다. 이로써 농민군은 4일 간의 제2차 접전에서도 패배했고, 전봉준은 군인, 이서, 상인들에게 지지를 크게 얻지 못했다. 조일 연합군은 12월 10일(음력 11월 14일)에 노성 주둔 농민군을 공격해 농민군은 대촌 뒷산과 소토산으로 계속 후퇴해 사기까지 떨어졌다. 12월 23일(음력 11월 27일) 최후의 전투인 태인전투에서도 전봉준 장군의 주력부대로서는 일본의 신식 무기에 다수의 전사자를 낳고 패배하였다.

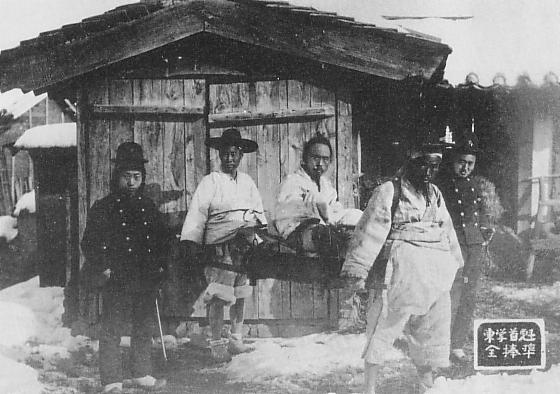
1894년 12월 체포되어 한성부로 압송되는 전봉준 (교자에 포박되어 앉아있는 이)

동학농민혁명 당시 전라도, 충청도, 경상도 지역 각지에서 많은 접주들이 항거하여 봉기하였으나 그 규모는 소수였고, 전봉준의 부대만이 대규모로서 호남의 5천명을 이끌고 일본군 수만 명을 상대로 항전을 벌였으나 전략 미숙과 병기류를 충분히 갖추지 못하여 마침내 일본군을 끌어들인 조선 조정의 관군과 일본군 연합군에 의해 패하고 말았다. 마침내 음력 11월에 전봉준 등은 순창에서 체포되어 한성부로 압송된 후 일본 공사 또는 조선 의금부의 재판을 받고 이듬해 사형되었으며(1895년 음력 3월), 이후 조일 연합군의 호남 일대의 농민군 대학살전이 일어났다. 이로써 동학농민전쟁은 거병한 지 1년 만에 실패로 끝났다.

## 조선군의 전쟁 범죄
동학농민운동 당시 조선군이 백성들을 상대로 전쟁범죄를 저지른 적도 있었는데 동학농민운동을 진압하러 전주로 내려온 경군 병사들은 3달 전부터 월급을 못 받은 상태라 군기고 뭐고 없이 백성들을 상대로 잔인하게 약탈과 강간을 저지르는 것이 도적떼보다 더 심했기 때문에 민중이 일본군의 주둔을 희망한 적이 있을 지경이었으며 진위대 역시 임무에는 관심이 없고 국왕의 군대라는 것을 앞세우면서 민중에게 강도질과 폭행을 일삼았다. 여자에게는 성범죄를 저지르는 것도 모자라 민중에게 부당한 세금을 거두는 탐관오리의 사냥개가 되어 자신들이 지켜야 할 시민의 집에 밤에 몰래 쳐들어가서 총으로 쏘아 죽이기까지 했다. 이 때문에 이토 히로부미가 진위대의 해산 명령을 내리자 조선인이 손을 들고 경축한 일도 있었다.

## 동학농민운동에 참여한 승려
불교 승려들도 참여하였다. 여기에는 농민군의 주요 파벌 중 하나인 서포의 지도자 서장옥이 불교 승려 출신인 점이 작용하였다.
농민군 지도자 중에는 승려 출신의 접주도 있었다. 충청남도에서 활동한 남접의 지도자 중 한 사람인 서장옥(서인주)은 승려 출신으로, 최시형과 함께 최제우의 제자가 되었다. 최시형과 동문인 일반 접주였지만, 최시형의 제자들에 비해 상당한 영향력을 발휘하고 있었다.
서장옥은 일찍이 승려로 30여 년을 수행하다가 동학에 투신하여 1894년 전봉준과 함께 창의하니, 호서남접 혹은 서포라고 불렸다.
1893년 2월의 집회 때 남접에서는 북접이 주최하는 보은 집회의 동정을 살피려고 긍엽(亘葉)이라는 승려를 파견하였다. 농민전쟁에는 서장옥과 수많은 승려가 참여하였다. 즉 원평의 남접 호남세력과 서포의 연합 집회에 불갑사의 인원(仁原), 선운사의 우엽(愚葉), 백양사의 수연(水演) 등 호남 지방 승려가 가담하였다. 그밖에 충청남도 산사의 일부 승려도 서포에 가담하였다.

## 진압 이후
1907년 고종의 특지로 북접의 최시형 등 일부는 신원되었다. 그러나 전봉준과 김개남 등은 1910년(융희 4년) 조선이 멸망할 때까지도 복권되지 못하였다. 일부 농민군은 조선이 멸망할 때까지 산중에 은신하거나 항일 의병 전쟁에 흡수되기도 했다.

## 기타 활동

### 대원군파와 연결
대원군파는 1894년 7월경부터 일본 세력을 퇴치하기 위해 청지방의 사회세력과 평양의 청나라군의 협력을 받으려 하였다. 이때 동학 농민군에게도 사람을 보내 협력을 요청했다.
구체적으로 대원군은 동학농민군, 지방의 토호세력, 양반유림, 공신의 자손들, 보부상 등에게 밀사를 파견하여 의병보익와 군수지원을 촉구하였다.

### 개화파 제거 기도에 참여
서울에서 동학 농민군 일부와 대원군파는 은밀히 자객을 동원하여 개화파의 중진인물인 김홍집, 김학우, 김가진, 안경수, 조희연, 유길준, 김종한, 이윤용 등을 암살하려 하였다. 농민군은 이 계획에 협조한다.
이 암살계획은 동학농민군이 이준용 휘하의 통위영과 협력하여 서울을 공격하기로 하였던 1894년 8월 중순경에 실천에 옮겨질 예정이었다. 그러나 군국기무처 내에서 대원군과 이준용의 반란 모의를 조사하자고 주장했던 김학우를 암살하는데 그침으로서 제한적인 결실만을 거두었다.
이후 농민군은 감쪽같이 빠져나갔고 흥선대원군을 체포할 수 없었던 내부에서는 이준용을 체포하여 의금부에 감금하였다.

## 평가
동학농민운동은 최제우가 창시한 동학에 기초를 두고 농민이 주축이 된 “반봉건·반외세 농민항쟁”이다. 동학은 신분제 혁파를 주장했기에 혼란한 구한말에 가난한 농민이 의지할 수 있는 종교였다. 청나라와 일본의 개입으로 결국 실패했으나, 3.1운동으로 계승되었다.
동학농민전쟁은 동학이라는 종교 조직의 지도로 일어난 농민 항거라는 점과, 외세 배척을 목표로 했다는 점에서 조선의 기존 민란과 다르다.
당시의 역사적 배경에서 동학농민운동은 몇 가지 한계도 가지고 있다.
첫째, 농민군은 관군과 외세에 맞설 효과적 무기와 병력이 부족하였다. 둘째, 기득권을 가진 향촌사회의 지주·부호·양반이 구성한 민보단(民堡團)등의 저항을 과소 평가하였다. 셋째, 사회 개혁을 위한 혁명을 수행하면서도 대원군에 의지하였다.
더구나 동학군 내 과격파는 왕조를 부정하고 새 정부를 구성하려 시도한 반면, 온건파의 전봉준 등은 흥선대원군과 협력하는 등, 내부에서도 의견 일치가 이루어지지 않았다.
전봉준이 백산에서 전라감사에게 내놓은 개혁요구서와 전주화약을 맺기 직전 관군 최고사령관 홍계훈에게 보낸 탄원서에는 대원군이 다시 권좌에 복귀하기를 바라는 내용이 들어 있다. 그럼에도 불구하고 갑오 동학 농민 운동은 애국적이고 애민적인 동기에서 일어난 구한말 최대의 농민 중심의 항쟁이었다. 한편, 농민군이 근대적 민주주의나 사회주의를 지향하는 사회혁명이나 계급전쟁을 꿈꾸었다는 역사가의 견해도 있다.
결국, 동학농민전쟁은 순박하고 애국적인 농민층의 자기생존을 위한 처절한 몸부림으로 끝날 수밖에 없었다. 그러나 이때의 실패경험을 바탕으로 농민의 반일애국주의가 다음 시기의 의병운동에 양반유생과 더불어 참여하는 저력을 발휘하였다. 내정 개혁 요구는 갑오개혁에 부분 반영되었다. 과부의 재가 허용과 신분제 폐지 등이 있다. 그러나 이 개혁은 농민의 소망이었던 토지 개혁을 누락했기 때문에 많은 호응을 얻지 못했다. 또한 김개남 등 과격파가 국왕을 참칭한 점과 전봉준 등 온건파가 흥선대원군과 내통한 점 때문에 대중의 전폭적 지지를 받을 수 없었다.
더욱이 유럽의 시민혁명과 달리 농민 항쟁 운동의 주 발생지가 특정 지역이다 보니 현대에 와서도 지역 혐오 세력이 부정적으로 평가하고 있으며, 특히 뉴라이트가 동학 농민군 내부에서 성행한 방탄 부적과 같은 비과학적 부분을 들추며, 과학 시대인 현대의 관점을 반영하여 폄하하는 중이다.

## 관련 인물

### 대원군과 전봉준
1888년(고종 25) 무렵 전봉준은 손화중(孫和中)과 접촉했다. 그리고 그의 인도로 동학에 입도한다. 1890년 무렵 전봉준 자신의 표현에 의하면 "그의 용무지지(用武之地)로서 동학 교문이 있음을 발견하고", 서장옥(徐璋玉)의 막료인 황하일(黃河一)의 소개로 동학에 입교했다. 뒷날 동학 농민 운동의 실패로 관군에 체포된 뒤 1895년 일본 영사관에서 있었던 제2차 재판에서 "동학은 수심(守心)하여 충효(忠孝)로써 근본을 삼고 보국안민(輔國安民)하려는 것이었다. 동학은 수심경천(守心敬天)의 도(道)였다. 때문에 나는 동학을 극히 좋아했다"고 하여 스스로 동학에 입교하게 된 경위를 밝혔다.
그러나 전봉준은 1890년 운현궁을 찾아갔다. 이후 1890년대 초반 전봉준은 운현궁에서 흥선대원군의 문객 생활을 하였다. 1892년 초 전봉준은 운현궁 문객 생활을 청산하고 다시 고향인 전라북도 고부군으로 내려와 농사를 지으며 동리 서당의 훈장으로 아이들을 가르쳤다. 그러나 1893년 2월 전봉준은 한성부로 올라가 흥선대원군을 방문하였다. 대원군은 잠시 식객으로 있었던 전봉준을 후하게 대접하였다. 이때 전봉준은 흥선대원군에게 "나의 뜻은 나라와 인민을 위하여 한번 죽고자 하는 바"라고 말했다고 한다. 이로부터 세간에는 전봉준과 대원군 사이에 무슨 밀약이 있었을 것이라는 말이 돌았다.

### 전봉준과 천우협
한편 기요후지 고시치로(清藤幸七郞)의 저서 《천우협》(千佑俠, 덴유쿄)에서는 1894년 6월 27일에 부산을 통해 조선에 들어온 일본의 정치 폭력 조직 천우협 회원 일부가 전봉준을 만나 동학 동민 운동을 지원했다고 주장하고 있다. 그러나 《천우협》에 나타난 만난 곳과 〈동도(東徒)의 죄인 전봉준 공초〉에 나타난 장소가 다르며, 〈동도(東徒)의 죄인 전봉준 공초〉에서는 당시 전봉준을 따른 군세는 고작 20여 명이었음에도 《천우협》에서는 5백여 명으로 기술하여 그 수치가 매우 차이가 크다. 결정적으로 《천우협》에 나타난 시기인 6월부터 8월 말까지는 전혀 전투가 없었음에도 《천우협》에서는 천우협 회원들과 전봉준 일동이 협조하여 관군을 격파했다고 하였다.
전봉준은 흥선대원군 계열 외에도 민씨 정권을 타도하고 청나라 세력을 몰아낼 목적으로 천우협의 회원들로부터도 지원을 받았다. 그러나 일본의 폭력 조직 천우협은 팔굉일우를 바탕으로 아시아에 대한 침략을 바닥에 깔고 있는 조직으로 다른 나라의 독립이나 부국 강병을 도울 만한 조직이 아니라는 점에서도 《천우협》이 전봉준이나 동학군을 도우려 했다는 주장은 신빙성이 낮다는 시각도 있다.
한편 동학측 자료에서도 전봉준과 천우협(天佑俠)의 접촉을 확인해주고 있는데 『천도교 창건사』에 의하면 "일본인 다케다 한시(武田範之) 등 15명이 금시계 1개와 마노(瑪瑙) 하나를 보내어 믿음을 보이고 면회를 청한 즉 전봉준이 거리낌 없이 이들을 면담하고 시국을 서로 논하였다'하여 전봉준과 천우협 측의 면담 사실을 기록하고 있다. 민씨 세력이 청나라 군대를 끌어들일 때만 해도 천우협은 동학 농민 운동에 호의적이었지만, 일본군까지 진압에 끌어들이게 되자 다소 애매한 입장을 표명하였다. 동학 농민 운동이 완전히 진압되어 사태 수습이 어렵다고 여겨지자 천우협은 동학과의 관계를 끊었다. 그러나 동학 농민 운동이 진압된 뒤 천우협은 다시 동학측과 사람을 주고받으며 교류를 한다.

### 흥선대원군의 농민운동 사주
한편 흥선대원군이 동학 농민군에게 거병을 사주했다는 것은 러시아의 외교관의 비밀 편지에도 나타난다.
| “ | 나는 나의 정보원을 통해 다음과 같은 첩보를 받았다. 임금의 아버지(대원군)가 주모자로 나서서 중대한 폭동을 조성하고 있으며, 이 폭동은 오는 여름 혹은 아무리 늦어도 가을 이전에 폭발할 것이며, 공모자와 대리인들이 일본과 중국에서 무기를 구입하고 있으며 이미 4천여정의 소총이 구매되었는바, 그 중 일부는 일본에서 나왔고 소수의 일본인이 이에 가담하여 일을 같이 꾸미고 있으며, 이 음모에 대해 일본 정부는 전혀 모르고 있다. | ” |
|   | — 1894년 2월 21일, 주일본 러시아 공사 미하일 히트로포(Mikhail Hitrovo)가 주조선 러시아 공사 칼 베베르(Karl L. Weber)에게 보낸 비밀 정보 |   |

한편 흥선대원군은 동학 농민운동이 진압된 뒤, 농민군의 한 사람인 이방언이 처형당하기 전에 살려주었다. 그러나 이방언은 고향으로 내려다가다 전라도관찰사가 잡아다가 그 아들과 함께 불에 태워 죽였다.
그 증손자의 증언에 의하면 '대원군과 접선이 되었다는 것은 하나의 증거로서 석대전이 끝나고 그 양반이 잽혀서 나주를 거쳐 서울로 압송되어자기조 사형 아니면 무죄 방면, 지금 나온 재판 기록에 엊그저께가지도 총무처 기록보관소에서 재판기록 책을 보냈습디다. 그 양반은 무죄 방면이 되지 않았습니까? 무죄 방면이 될 수가 없는 분이었는데. 그렇게 된 것은 대원군이 주선을 해서 무죄 방면을 받았다.'고 한다. 이어 이방언의 증손자의 증언에 의하면 '그래가지고 (이방언이) 고종 앞에까지 가서 귀화초식이란 말이 뭔 말인지는 모르지만, 돌아올 때 귀자, 될 화자, 풀 초자, 먹을 식자, 귀화초식의 승봉을 받고, 나락 평정이 되면 다시 부를 테니 집에서 기다리고 있다가 그때 국가에 공을 세워라 하는 크나큰 은전을 입고 내려왔는데'라는 것이다.
이방언과 흥선대원군과의 관련설은 송기숙이 녹두장군에도 썼듯이 꾸준히 이야기꺼리가 되고 있다. 이런 관계로 하여 이방언은 무죄 방면되었다는 것이다.(총무처 기록보관소 발행의, 동학관련판결문집 참고). 그러나 이방언은 놓여 나와도 곧바로 고향집으로 돌아오지 못했다.
이방언의 증손의 증언에 의하면 '동학은 피차가 출혈이 많고 사상자가 많이 나서 여기로 바로 못 오시고 회천면에 있는 보성 군수에게로 갔대. 보성 군수가 이상한 것이 그 말이 맞어들어가. 거시기를 보면 보성 군수가 재판을 받았어요. 군수도 동학에 협조했다고 해가지고. 근데 보성 군수도 무죄 방면을 했어. 그 사람도 동학에 협조한 사람이여. 보성 군수의 협조로 보성군 회천면 쇳대에 은신해 있다가 전라 감사의 재체포령에 의해서 잽혀가지고 장흥 장대에서 자기 외아들 성호와 같이 동참을 당하셨어요. 지금 성운고등학교 자리라고 그럽디다. 그러니까 들려오는 말에 의하면 총살도 아니고 효수도 아니고 산 사람을 묶어놓고 그 위에다.' 흥선대원군의 탄원으로 살아난 이방언은 전라도 관찰사에 의해 처형당한다. 이방언은 짚을 씌워 불에 태워죽이는 분살형을 당했던 것이다. 그래도 시신을 집안 어른들이 수습해서 묘를 쓴 것은 여느 농민군 지도자들의 경우보다 나은 편이었다.

### 김구
동학 농민 운동이 일어나자 김구는 동학군을 지휘했다. 지도자 최시형의 지시를 받고 황해도 동학군의 선봉장으로 해주성을 습격하였으나 끝내는 관군에게 패퇴하고 몸을 숨겼다.

### 기타

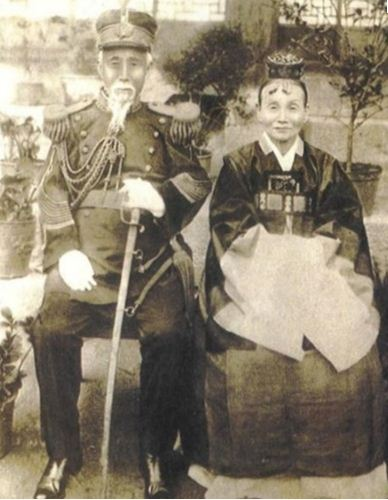
윤영렬, 동학농민군 진압군 지휘관의 한사람이다.

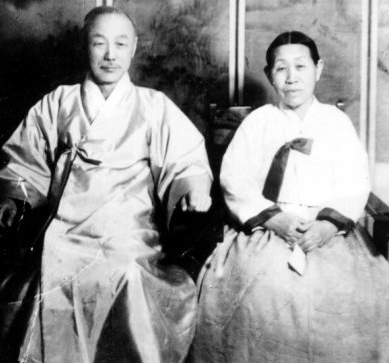
윤치소 내외, 동학 농민군 진압 의병장의 한 사람이다.

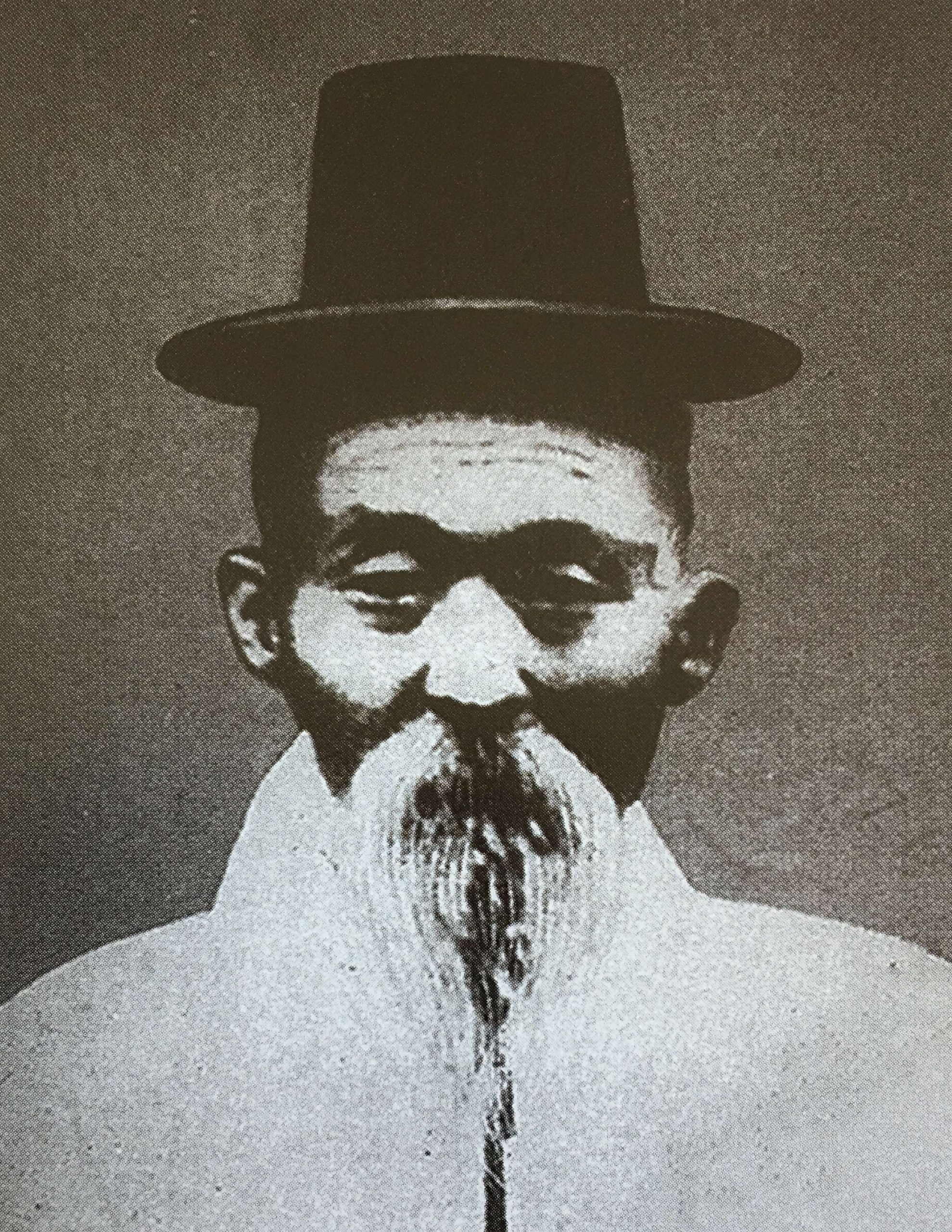
박성빈, 동학농민군의 고령, 성주지역 접주였다.

동학농민운동 당시 사헌부감찰인 윤치소(尹致昭)는 아산 출신 조중양과 함께 300명 정도를 모아서 의병을 조직하고 창의통문을 천안, 아산, 온양 지역에 돌리고 천안 지역에서 활동을 벌이기도 했다.그는 일제하 대지주이자 사업가로서 친일로 변신, 해평 윤씨 일족인 윤웅렬, 사촌인 윤치호 등과 함께 친일인명사전에 등재되었다. 윤치소는 후일 대한민국 제4대 대통령이 되는 윤보선, 경기도지사를 지낸 윤원선의 아버지였다. 한편 동학농민군 고령, 성주 지역의 접주로 활동하다 체포, 사형을 모면한 박성빈은 대한민국의 5~9대 대통령을 지낸 군인 출신 정치인 박정희의 아버지이자 총리 김종필의 처조부가 된다.
1894년 10월 토포사 윤영렬은 아산(牙山)에 사는 조중석(趙重錫)과 함께 장정 300명을 모아 천안군 목천면에 출몰한 도적을 토벌하였다. 이후 동학 농민 운동의 토벌에 참여한다. 윤영렬은 1894년 동학 농민 운동 당시 조중양과 함께 토벌군에 별군관으로 차출되었다. 별군관으로 차출된 그는 관군 외에도 격문을 돌려 의병을 모집하였다. 이어 관군과 의병 병력을 이끌고 충청남도 아산과 천안 일대의 동학 농민군토벌에 참여하였다. 윤영렬은 윤보선 대통령의 할아버지였다. 그런데 상하이에 망명중이던 윤치호는 동학 농민운동을 적극 지지하여 화제가 되기도 했다.

## 실패 원인
민씨는 2차 봉기 때는 청나라군을 끌어들였고, 3차 봉기 때는 일본군을 끌어들여 교전케 하였다. 2차 봉기 때에는 전주 화약을 체결하였지만 3차 봉기때는 일본군과 조선 관군, 청나라군과 관군 연합군의 화력을 당해내지 못하였다.
또한 정권 전복을 원치 않는 북접의 반발과 왕실을 부정하는 남접 내 급진파의 존재 역시 농민군의 내분을 불러왔다. 동학군 남접이 2차 봉기를 준비하자, 북접은 남접 농민군을 공격하려고까지 했다. 남접과 서포의 군사에 대한 북접의 비협조 역시 농민군의 활동을 어렵게 했다. 논산에서 북접군과 남접군이 합류한 것이 10월 9일이니 봉기 결정 후 한 달을 끌었다. 북접과의 연합에 너무 시간을 소비했고, 또 남원의 김개남 부대가 독자 행동을 한 것 역시 세력 약화의 한 원인이었다.

## 《전봉준공초》(全琫準供草)

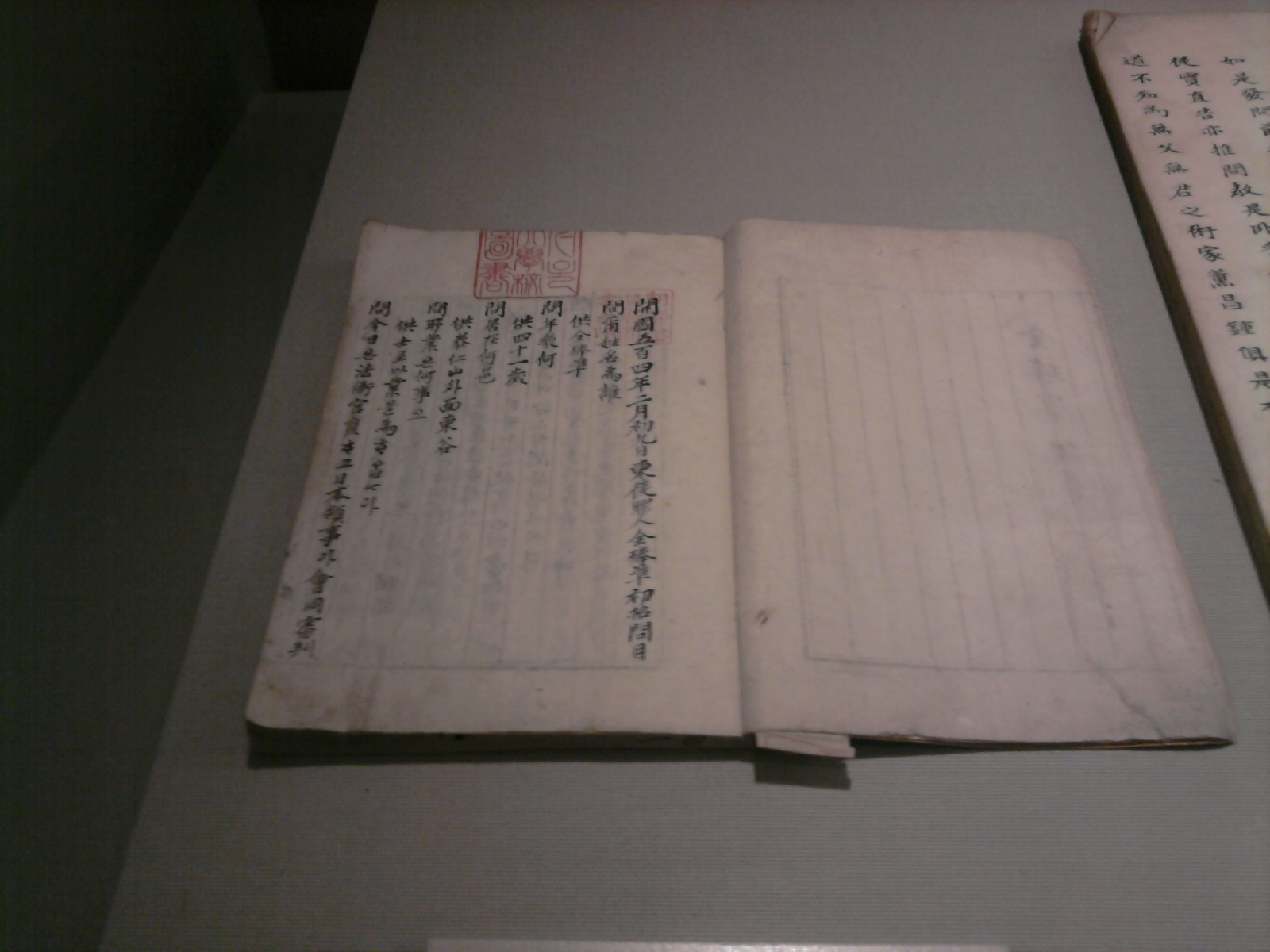

《전봉준공초》(全琫準供草)는 전봉준이 체포된 후 다섯 차례 진행된 전봉준에 대한 법정 심문 기록이다. 법부아문의 재판관과 일본 영사가 배석한 가운데 1894년 2월 9일부터 3월 10일까지 다섯 차례에 걸쳐 심문한 내용으로 구성되어 있다.
정부나 일본측에서 가장 중점을 두고 추궁한 것이 농민운동과 흥선대원군과의 관계였다. 그러나 전봉준은 대원군과 동학혁명과의 관련성을 부정하고 모든 것을 자신의 책임으로 돌리는 등 혁명가로서의 의연한 태도로 일관하고 있다.
갑오동학혁명의 원인 및 경과, 농민군의 인적 구성, 전봉준과 동학의 관계, 동학의 교리 ·조직 ·교세 및 농민운동에 미친 영향 등을 알 수 있는 귀중한 자료이다. 두 책 모두 원본은 서울대학교 규장각에 보관돼 있다.

서광범: 네 이름이 무엇이냐?
전봉준: 전봉준(全琫準)이다.
서: 전명숙(全明淑)이라는 자는 누구냐?
전: 명숙은 나의 자(字)다.
서: 전녹두는 누구냐?
전: 사람들이 나를 그리 부른다.
서: 왜 난을 일으켰으냐?
전: 어찌하여 날보고 난을 일으켰다 하느냐? 작란(作亂)을 하는 것은 바로 왜놈에게 나라를 팔아먹고도 끄떡없는 부패한 너희 고관들이 아니냐?
서: 관아를 부수고 민병을 일으켜 죄없는 양민을 죽게한 것이 난이 아니고 무엇인가?
전: 일어난 것은 난이 아니라 백성의 원성이다. 민병을 일으킨 것은 기울어져가는 나라를 구하고자 함이요 백성의 삶에서 폭력을 제거코자 했을 따름이다.
서: 그리하면 지방의 방백수령을 혼내주면 됐지 왜 서울에 입성코저 했는가?
전: 국체를 무시하고 궁궐을 침범한 왜놈들을 응징코저 한 것이다.
서: 그럼 서울에 살고 있는 외국인을 다 내쫓고자 했는가?
전: 아니다. 외국인은 통상만 하면 되는 것이다. 헌데 왜놈들은 군대를 주둔시켜 나라를 집어삼키려 하고 있다는 것을 그대들은 아직도 모르고 있단 말이냐? 어찌 뿌리가 썩었는데 가지를 친다함이 의미가 있을손가?
서: 너는 동학의 괴수(魁首)냐?
전: 나는 의를 펴고자 일어났을 뿐이다. 동학의 괴수라 함은 가당치 않다.
서: 동학엔 언제 입당하였느냐?
전: 삼년전이다.
서: 왜 입당하였는냐?
전: 사람의 마음을 지키고(守心) 하늘님을 공경하는 것(敬天)을 가르치기 때문이다.
서: 동학의 주의(主意)가 무엇이냐?
전: 보국안민(輔國安民)이다.
서: 그렇대면 그대는 하늘님을 공경하는 것 보다는 보국안민이라는 정치적 목적을 위해 동학이라는 조직을 이용한 것밖에 더 되느냐?
전: 동학은 본시 우리 해동 조선땅에서 일어난 것이며 그 도학(道學)에 종교와 정치의 구분이 있을 수 없다.
서: 송희옥(宋喜玉)을 아는가?
전: 면식은 있을지 모르나 나는 그 자를 알지 못한다.
서: 송희옥이 전라일도 도집강(都執綱)이요 너의 가까운 친척이라는데도 알지 못한단 말이냐?
전: 그는 본시 부랑자로 홀왕홀래했을 뿐 나는 그를 알지 못한다.
서: 송희옥의 기서(奇書)에 의하면 너의 재차 기포는 국태공(國太公) 대원군과의 밀약에 의한 것이라는데 그것이 사실이냐?
전: 어찌 척양척왜가 대원군 한사람의 주장일까보냐? 그것은 만백성이 원하는 바이다. 내 창의문에 써있는 몇구절로써 그런 억측을 일삼는 것은 참으로 가소로운 일이다 대원군은 우리의 의거가 해산되기만을 효유했을 뿐이다. 우리의 의거는 대원군과 하등의 관련도 없다.
서: 너는 대원군을 서울 운현궁에서 만난 적이 있다는데?
전: 유언비어일 뿐이다. 나는 대원군을 만난 적이 없다.
서: 동학에 남접 북접이 있다는데 그 구별은 무엇이뇨?
전: 그것은 호남과 호서의 지역적 구별일뿐 동학이 두개인 것은 아니다. 동학은 삼십년전 경주에 살던 최제우(崔濟愚)로부터 시작하였고 동학의 모든 접주는 최법헌(崔法軒)으로부터 비롯된 것이다, 최법헌이 팔도(八道)의 접주의 직책을 총괄한다.
서: 최법헌이 누구인가?
전: 해월 최시형이다. 이름은 최경상이다.
서: 그럼 너도 기포의 허락을 최법헌으로부터 받았는가?
전: 진리를 펴는데 무슨 허락이 필요한가? 충의(忠義)란 본심(本心)이다. 그대 발 등에 불이 떨어졌는데 그대는 그것을 허락을 받고 치우겠는가?
— 《전봉준공초》(全琫準供草)

## 갤러리

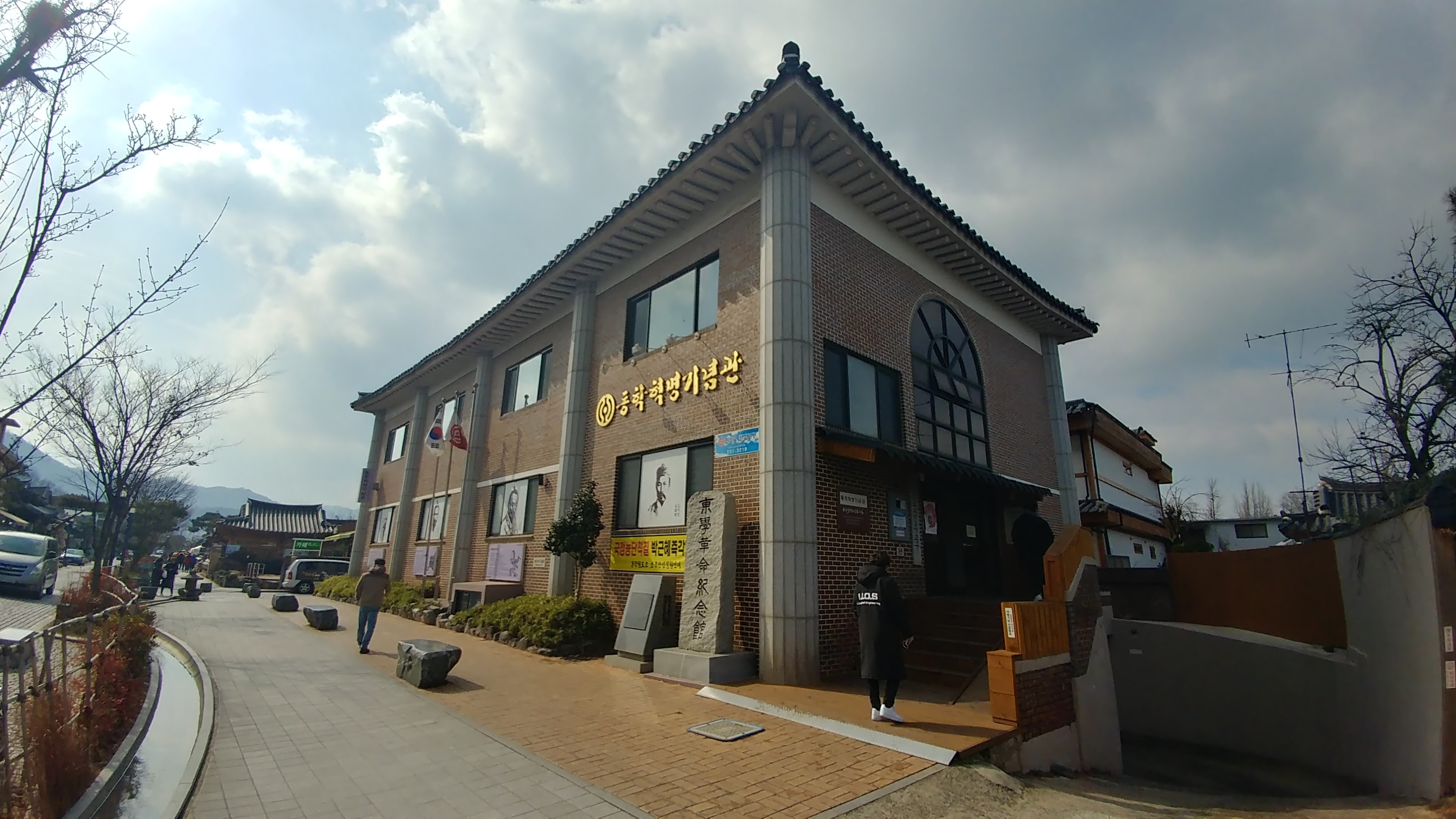
전주한옥마을에 위치한 동학혁명기념관

## 같이 보기
| - 동학 - 임오군란 - 갑오개혁 - 봉화 - 전봉준 : 남접 지도자 - 김개남 : - 김구 - 조병갑 - 을미개혁 - 명성황후 - 흥선대원군 - 서장옥 - 이준용 - 고종 황제 | - 사발통문 - 청일 전쟁 - 안중근 - 민영익 - 이방언 : 장흥 접주 - 최시형 - 손화중 : 남접 지도자 - 손천민 - 이싯뚜리 - 전여관 - 고달근 - 고덕빈 - 김덕명 - 최제우 | - 갑오경장 - 을미개혁 - 손병희 - 박성빈 - 윤치소 - 윤치호 - 윤영렬 - 시민 혁명 |

기타
- 동학농민혁명기념재단
- 대한민국 동학농민혁명참여자명예회복심의위원회
- 마에다 겐지 - 다큐 '동학농민혁명' 제작 중
- 나카쓰카 아키라(ja:中塚明) - 나라 여자 대학 명예교수, 한일관계사 및 동학농민혁명 연구가
- 장성 황룡 전적 - 사적 제406호
- 고창 무장 동학농민혁명 기포지 - 전라북도 기념물 제129호

## 관련 서적
- 부산예술문화대학동학연구소, 《해월 최시형과 동학 사상》 (예문서원, 1999)
- 조광환, 《소통하는 우리역사》 (살림터, 2008)
- 임종국, 《실록 친일파》 (반민족문제연구소 엮음, 돌베개, 1991)
- 한국역사연구회, 《1894년 농민전쟁연구 5》 (역사비평사, 2003)
- 오영섭 《한국 근현대사를 수놓은 인물들(1)》(경인문화사, 2007)
- 김중현·이희근 외 공저, 《불멸의 15인 시공 초월 맞장 인터뷰》 (서해문집, 2008)
- 한국역사연구회, 《1894년 농민전쟁연구 4》 (역사비평사, 1995)
- 역사문제연구소, 역사비평:1997년 겨울호 (역사비평사, 1997)
- 배항섭, 《조선후기 민중운동과 동학농민전쟁의 발발》 (경인문화사, 2002)
- 신복룡, 《한국사 새로 보기》 (도서출판 풀빛, 2001)
- 장영민, 《동학의 정치 사회운동》 (경인문화사, 2004)
- 이돈화, 《천도교 창건사》 (천도교중앙종리원, 1950)

## 참고 자료
- "전봉준-대원군 밀약 있었다", 경남도민일보, 2006.12.15.
- 서울로 끌려간 녹두장군 전봉준 끝까지 대원군 감싸다 처형돼, 중앙일보, 2009.05.06.
- 보관됨 2005-01-29 - 웨이백 머신, 동아일보, 2001년 6월 1일자